# La Serena
La Serena es una comuna de la provincia de Elqui, en la Región de Coquimbo, ubicada en la costa del océano Pacífico. Es uno de los principales destinos turísticos de Chile, destacando por su centro histórico de arquitectura neocolonial, con balcones, plazas y antiguas iglesias de piedra, además de sus extensas playas.
Limita al norte con La Higuera, al sur con Coquimbo y Andacollo, al este con Vicuña y al oeste con el océano Pacífico. Forma parte del distrito electoral N.º 5 y la 5.ª circunscripción senatorial de la región.
Fundada en 1544, es la segunda ciudad más antigua de Chile después de la capital del país, Santiago. Por otro lado constituye parte de una conurbación con la vecina ciudad puerto de Coquimbo, que suman una población estimada de más de 506 000 habitantes en 2020, dejándola como la cuarta área urbana más importante del país.
La ciudad es la capital económica de la región, y un sitio turístico, especialmente durante el verano, donde la gente la convierte en uno de los tantos destinos reconocidos para vacacionar en el país, principalmente por sus playas, arquitectura, áreas verdes y gastronomía; en este último ámbito es popular la producción de papayas locales y sus derivados. Durante el resto del año su actividad se centra en ser un lugar de estudios universitarios, en que se encuentran la casa central de la Universidad de La Serena y las sedes de varias universidades privadas. Constituye, además, el asiento de la arquidiócesis de La Serena, una de las cinco arquidiócesis católicas de Chile.

## Historia

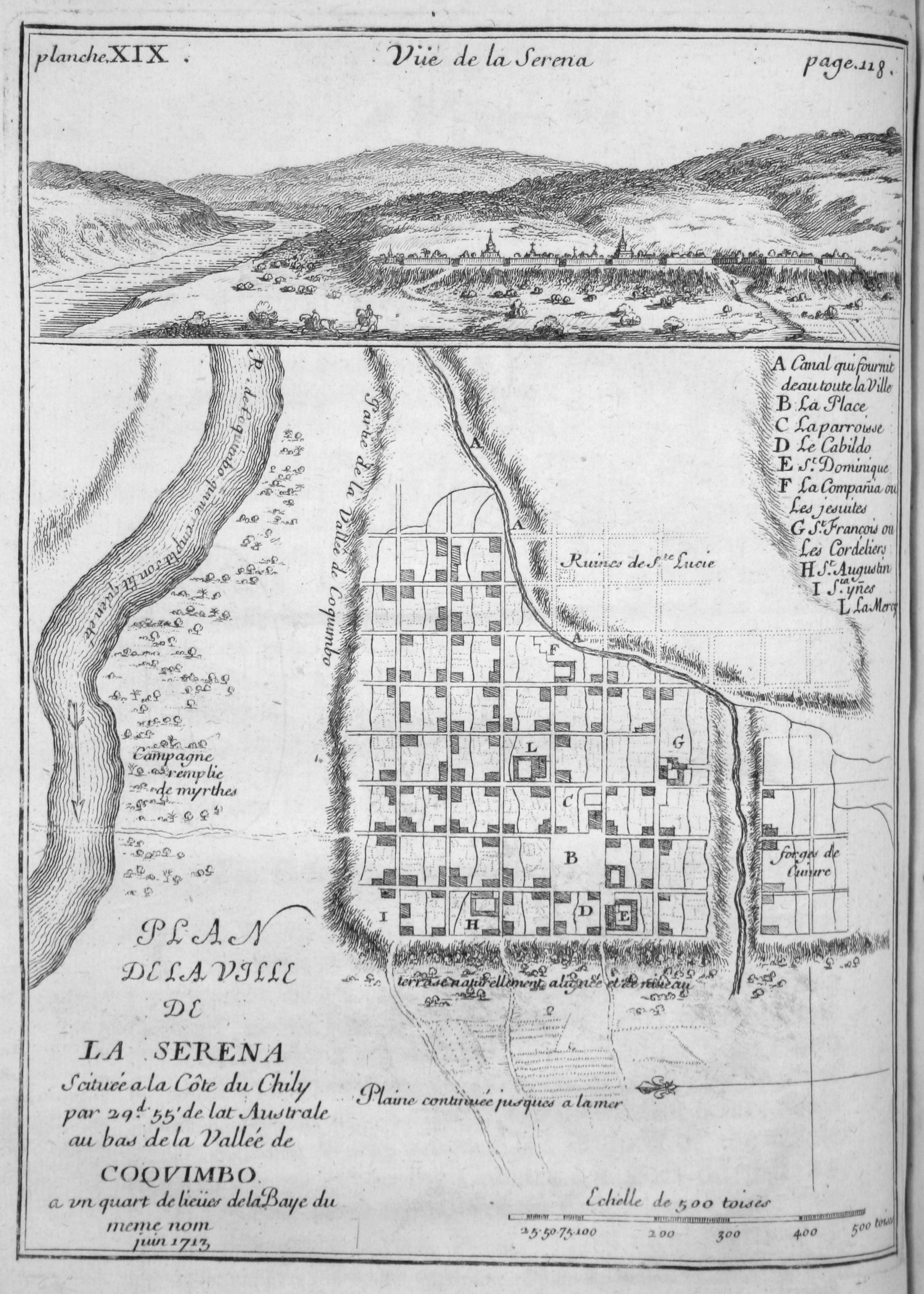
Mapa de La Serena en 1717.

El sector en donde actualmente está emplazada la ciudad, era habitado por el pueblo prehispánico conocido como los diaguitas.
Fue fundada por el capitán Juan Bohón con el nombre de Villanueva de la Serena, aunque se discute la fecha exacta de la fundación, señalándose como probables el 15 de noviembre o 30 de diciembre de 1543 y el 4 de septiembre de 1544, muchos historiadores dicen simplemente que fue fundada en 1544.
Cinco años más tarde, en la noche del 11 al 12 de enero de 1549, y cuando recién comenzaba a cimentar su historia, una sublevación de indígenas provoca la muerte a casi todos los españoles, destruyendo e incendiando el poblado.
El 26 de agosto de 1549, por orden de Pedro de Valdivia, el Capitán Francisco de Aguirre refunda la ciudad bajo el nombre de San Bartolomé de La Serena, quedando bajo el patronazgo de Bartolomé el Apóstol hasta la actualidad, en el mismo lugar donde hoy se levanta la plaza de Armas. Tiempo después, el 4 de mayo de 1552, el rey Carlos I de España le confiere por real cédula el título de ciudad.

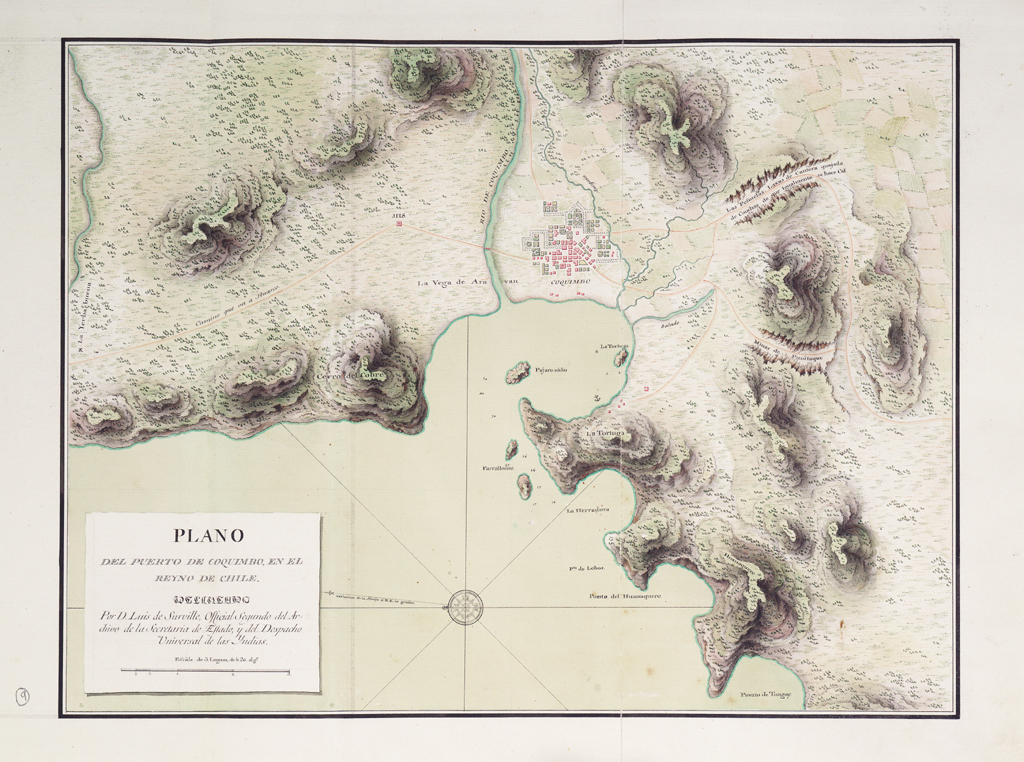
Plano de La Serena (Coquimbo), Luis de Surville 1778.

En el transcurso de su historia temprana, la ciudad comienza a sufrir continuos ataques por parte de los corsarios. Uno de los primeros intentos fue en el año de 1579 por parte de Francis Drake, pero este fue rechazado por milicianos en la bahía de Guayacán. Casi cien años después Bartolomé Sharp sorprende a la ciudad que se encontraba desprovista de armas y defensas, atacándola en 1680. En 1686 una nueva oleada de enemigos acecha la región, en Tongoy un grupo de piratas desembarca para abastecerse de agua, pero fueron atacados y vencidos por hombres de Pedro Cortés y Mendoza venidos desde La Serena. En mayo del mismo año Edward Davis intenta otro ataque y logra entrar a la ciudad. Sin embargo, ante la feroz respuesta de los milicianos serenenses deben refugiarse en el claustro de la iglesia de Santo Domingo, pero fueron derrotados completamente en horas de la madrugada y escaparon hacia sus naves. Todos estos ataques causaron gran temor en la población, obligando a la fortificación de la urbe en 1730. Con esta medida se evitó la migración progresiva que se estaba desarrollando por parte de los encomenderos, quienes preferían vivir en el interior de la región, en las zonas rurales, a vivir en peligro constante en La Serena.

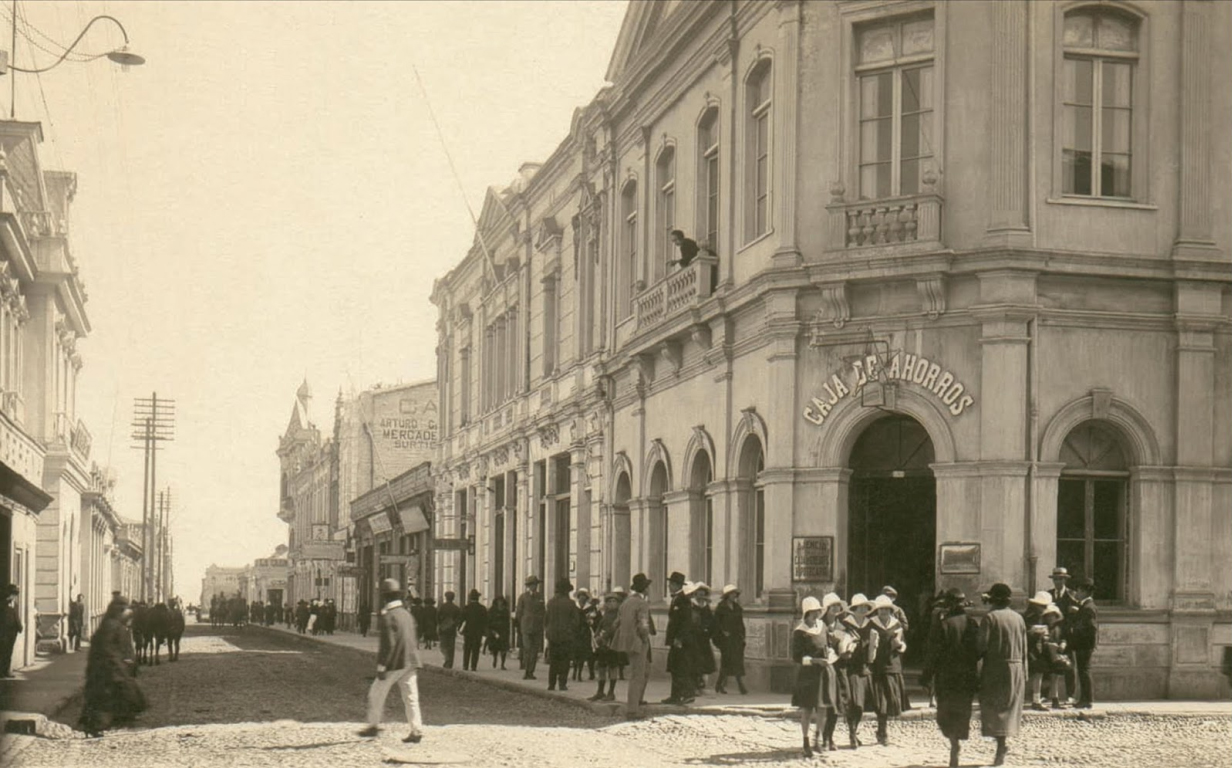
Centro de La Serena en 1915.

En 1825 se descubre a 30 km al noreste de La Serena el mineral de Arqueros, el cual daría gran impulso a la economía de la ciudad: tanta era la riqueza que guardaba este mineral que en 1827 se instala una casa de moneda en La Serena, la segunda que ha existido en la historia de Chile. Por motivos no aclarados del todo esta no llegó a funcionar plenamente acuñando solamente escasas monedas denominadas "Peso de Coquimbo". A la postre, Arqueros desde 1825 a 1832 originó el 85% de toda la plata que se produjo en Chile.
Otros hechos bélicos acontecidos en la ciudad, pero ya en épocas republicanas, sucedieron en el marco de la revolución de 1851. A fines de ese año La Serena resistió heroicamente durante meses el sitio del ejército Central de Chile que apoyaba el gobierno de Manuel Montt. La ciudad fue escenario de cruentas batallas; gran parte de ella fue bombardeada y las casas de la calle San Francisco (Eduardo de la Barra) resultaron severamente dañadas por el fuego.
Durante la Revolución de 1859 (rebelión en contra el gobierno de Montt debido al centralismo de Santiago) La Serena nuevamente fue escenario de batallas; la ciudad se adhirió a las fuerzas copiapinas lideradas por Pedro León Gallo Goyenechea y Pedro Pablo Muñoz. Los nortinos en el primer combate resultaron victoriosos en la batalla de Los Loros cerca de Las Compañías, hasta que meses después el ejército de Santiago, derrota a Pedro León Gallo en la batalla del Cerro Grande al oriente de la ciudad.
El 28 de septiembre de 1864, dentro del territorio de La Serena se crea un nuevo departamento llamado "Puerto de Coquimbo" que tiene por capital la villa con el mismo nombre. Este hecho marca la primera separación del puerto con La Serena, el cual se había mantenido unido a esta desde la colonia. Luego en 1928 se le reanexa, pero por un breve periodo.(hasta 1934)
En 1920, comienza a gestarse un nuevo auge económico por la minería del hierro, específicamente por el mineral de "El Tofo" y décadas después con "El Romeral", lo que atrae a capitales y contingente humano, originándose un nuevo cambio en la estructura urbana.
Entre 1948 y 1952 el presidente de la República de aquel entonces, Gabriel González Videla, crea el "Plan Serena", proyecto en el cual se renueva la ciudad con inversiones y remodelaciones urbanas que le imprimirán un sello único en el país. Así comienza a ganar un rol más protagónico el sector de servicios, con el conjunto rescate y desarrollo de un estilo arquitectónico propio, denominado neocolonial.
El geógrafo chileno Luis Risopatrón describe a La Serena en su libro Diccionario Jeográfico de Chile en el año 1924:: 840 

Serena (Ciudad La) 29° 54' 71° 15' Consta de un centenar de manzanas de 109 m por lado, ocupa unos 2,5 km2 de superficie, presenta calles rectas i está asentada en la márjen S del curso inferior del rio de Elqui, a 1.5 km del mar, en un terreno que forma tres mesetas o gradas: la mas alta alcanza unos 60 m de altitud i en la mas baja se encuentra la plaza principal, adornada con árboles i estatuas, el liceo fie enseñanza secundaria abierto el 1° de julio lie 1821 i lo mas importante del caserío. El seminario conciliar, edificado en 1854. queda en la segunda grada i el cementerio en la tercera; corre de E a W, hasta el borde de la bahía de Coquimbo, una ancha avenida que comenzó a formarse en 18.55, terraplenándose i rectificando el lecho fie un arroyo, conocido antes con el nombre de La Quebrada, en la que se ha ubicado la estación del ferrocarril, a 7 m de altitud. Goza de un clima sano i delicioso, favorable aun para el cultivo de algunas de las producciones tropicales; se ha anotado en 5.1 años de observaciones como promedios tie las temperaturas, en enero 17,8° C, en julio 12,3° C, el año, 14,4° C i 76 % para la humedad relativa. 4,6 para la nebulosidad (0-10) i 145,9 mm para el agüa, caida, habiéndose rejistrado 126.7 mm de agua caida en 13 dias de lluvia, con 49 mm de máxima diaria, en 1921. Fundóse de orden de Pedro de Valdivia, por su capitán Juan Bollón, el 15 de noviembre ele 1543. con el nombre de la comarca de la antigua Estremadura de la que Valdivia era oriundo: fué quemada por los indios en enero de 1549, mas luego fué poblada de nuevo, el 26 de agosto del mismo año. por el capitán Francisco de Aguirre, con el nombre de San Bartolomé de La Serena. Se le confirmó el título de ciudad de La Serena, que se le dio en su oríjen, por real cédula fie 4 de mayo de 1552 i se le concedió escudo fie armas; se concentró al principio en la primera meseta, que contiene la plaza i no pasó ele ser insignificante por algún tiempo. La quemó en parte i la saqueó el pirata Sharpen 1680 i Davis en 1686 le prendió fuego al convento de Santo Domingo; sufrió también los rudos sacudimientos del temblor del 8 de julio de 1730, que echó por tierra casi todos sus edificios. Después de reparada de este desastre se desarrolló lentamente hasta el descubrimiento del mineral de Arqueros (1825); se ha anotado un aumento anual de la población de 0,13%; en el período de 1895-1907, con una proporción de alfabetos en esta última fecha de 66,5%

Este estilo arquitectónico la caracteriza frente a las demás ciudades del país, al conservarse antiguas construcciones de estilo colonial y neoclásicas del siglo XIX y XX, siendo muchas de ellas importantes Monumentos Nacionales. Estas se mezclan con edificios modernos, los cuales son construidos bajo un marco regulador que exige que las estructuras construidas dentro del casco histórico de la ciudad (comprendido entre las calles Almagro, Pedro Pablo Muñoz, Amunategui y Castro) mantengan el estilo de la ciudad. Por lo tanto, en el centro de La Serena no se puede edificar con construcciones muy altas, las cuales no deben sobrepasar la vista que tengan los edificios construidos en la terraza fluvio-marina que la antecede. En el sector costero de la avenida del Mar, se comienza a observar una gran explosión inmobiliaria que se distingue al observar construcciones de gran altura, abarcando desde Serena Norte hasta la vecina ciudad de Coquimbo.

## Demografía
Según datos históricos, desde el siglo XVII La Serena ha experimentado un crecimiento sostenido en su población, con algunas breves excepciones a fines del siglo XVIII. En 1657 su población era de aproximadamente 1200 habitantes.
La comuna tiene una superficie de 1892,8 km², en los que viven, según los datos que se desprenden del censo de 2017, 221.054 habitantes, aumentando desde los 160.148 habitantes censados en 2002. La población masculina corresponde a 105.836, mientras que la femenina alcanza los 115.218 habitantes.
Existen en el territorio comunal 4 zonas urbanas; la ciudad de La Serena y los pueblos de Caleta San Pedro, Altovalsol y Algarrobito.
| Localidad urbana | Habitantes (2017) |
| ---------------- | ----------------- |
| La Serena        | 195 382           |
| Caleta San Pedro | 2114              |
| Altovalsol       | 1292              |
| Algarrobito      | 1056              |

En tanto, la población rural comunal vive en numerosas aldeas y caseríos emplazados en las riberas del Río Elqui, así como en subcuencas de quebradas como Santa Gracia y Talca. Dentro de las aldeas rurales más pobladas a nivel comunal se encuentran Islón, Lambert, Quebrada de Talca y Las Rojas.
| Localidad rural   | Habitantes (2017) |
| ----------------- | ----------------- |
| Islón             | 987               |
| Casa Verde        | 875               |
| Lambert           | 805               |
| Monardez          | 740               |
| Quebrada de Talca | 629               |
| Las Rojas         | 622               |
| Huachalalume      | 531               |
| Pelícana          | 329               |
| Punta de Piedra   | 63                |
| Almirante Latorre | 37                |
| Condoriaco        | 13                |

## Geografía

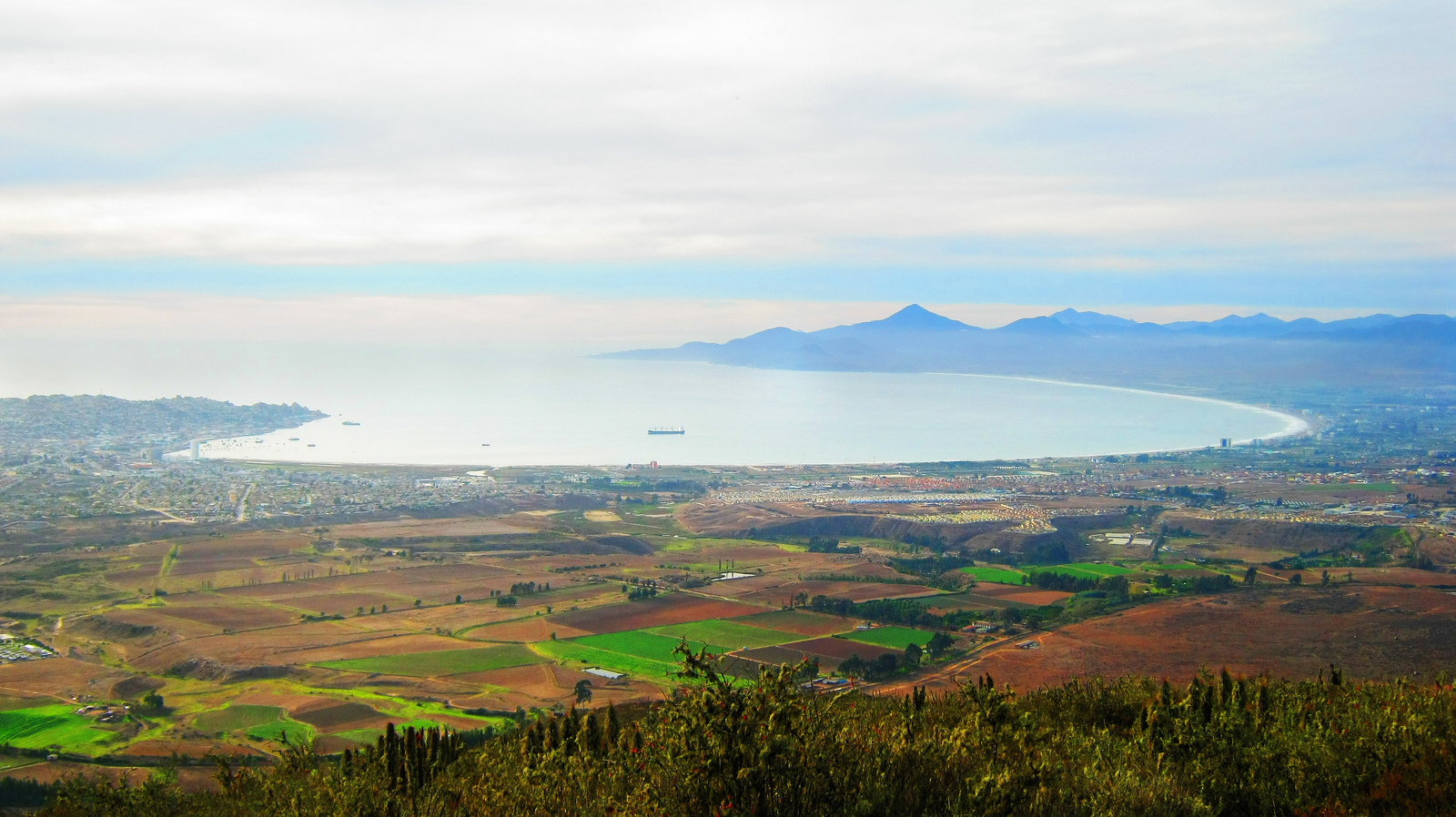
Diferentes áreas destinadas al uso agrícola se encuentran en las cercanías del sector urbano.

La comuna de La Serena se encuentra emplazada en las unidades geomorfológicas de Pampa transicional, Cordones transversales, Pampa ondulada o austral, Planicie marina o fluviomarina y Farellón costero; mientras que la ciudad se encuentra emplazada sobre varias terrazas oceánicas, las cuales son claramente notorias desde el sector costero, pasando por el centro hasta el sector oriente camino a Vicuña. El resto del área urbana se asienta sobre varios cerros pequeños, vegas y planicies.
La ciudad se divide comúnmente en diversos sectores, al norte se encuentran los sectores de Las Compañías, subdivididas en dos subsectores denominados Compañía Alta y Compañía Baja. En las cercanía se encuentra Caleta San Pedro. Al sur se encuentran los sectores de La Pampa, San Joaquín y el sector El Milagro. Al este están los sectores de La Antena, Juan XXIII, La Florida, Colina El Pino y Barrio Universitario. Y, por último, al oeste se encuentra el sector de la Avenida del Mar. Las áreas que rodean la ciudad son principalmente zonas destinadas al cultivo de hortalizas, así como también posee una gran cantidad de plantaciones de chirimoyas, paltos y naranjos, además de que el lugar posee una vegetación media y en algunos lugares puede encontrarse bosques principalmente de eucaliptus, estas zonas por otra parte son propicias normalmente a generarse incendios forestales en temporadas de verano (enero a febrero). En la costa, que es donde se sitúa esta ciudad, domina una faja semiárida con nublados abundantes, la humedad relativa es tan alta que alcanza un promedio de un 80 %; allí las neblinas se intensifican localmente, lo que explica una vegetación más densa y la conservación de asociaciones boscosas en las colinas cercanas.

### Clima
Según la clasificación climática de Köppen, la comuna de La Serena presenta un clima semiárido (BSk), clima semiárido de lluvia invernal (BSk (s)) y clima semiárido de lluvia invernal e influencia costera (BSk (s) (i)); mientras que el clima en la ciudad de La Serena como en los lugares cercanos, es claramente segmentado y por las épocas estacionarias en verano se caracteriza por tener ausencia de precipitaciones y a pesar de poseer abundante nubosidad matinal y lloviznas, estas disipan a mediodía, para dar paso a cielos despejados y temperaturas cálidas de 19 a 26 °C, mientras que en invierno las temperaturas descienden para barajarse entre los 3 y los 12 °C, por ubicarse en una zona netamente costera. Las mínimas y máximas no varían tanto por la influencia marítima y la temperatura del océano Pacífico no varía, por tener un claro efecto de la corriente de Humboldt que abarca la zona de la Región de Atacama. Las precipitaciones, las cuales se concentran en invierno, específicamente entre los meses de junio y agosto, se acumulan en unos 104.7 milímetros anuales aproximadamente en la zona en un año normal. Dentro de los últimos años lluviosos en la zona, destacan 1992 con 240 milímetros, 226 milímetros en 1997, debido a los temporales acontecidos en ese año y 2011 con 212,1 milímetros, de los cuales 160 cayeron en dos eventos de lluvias en junio de 2011. Como eventos extremos de precipitación, la ciudad registra récords de acumulados diarios de 108,6 milímetros el 12 de mayo de 2017, 105 milímetros el 6 de junio de 2011 y 104,7 milímetros el 24 de julio de 1987. El año más lluvioso del que se tiene registro en la ciudad corresponde a 1888 con 420 milímetros.
Con el pasar de los años, las condiciones climáticas en la ciudad han variado, tornándose en la generación de eventos extremos con mayor frecuencia, concentrando lluvias y fenómenos intensos en poco tiempo, como el temporal ocurrido el 8 de agosto de 2015, que trajo ráfagas de viento entre 100 y 110 km/h en el área urbana, causando innumerables daños y cortes de los servicios básicos.
| Parámetros climáticos promedio de La Serena (1991–2020, extremos 1954–presente) | Parámetros climáticos promedio de La Serena (1991–2020, extremos 1954–presente) | Parámetros climáticos promedio de La Serena (1991–2020, extremos 1954–presente) | Parámetros climáticos promedio de La Serena (1991–2020, extremos 1954–presente) | Parámetros climáticos promedio de La Serena (1991–2020, extremos 1954–presente) | Parámetros climáticos promedio de La Serena (1991–2020, extremos 1954–presente) | Parámetros climáticos promedio de La Serena (1991–2020, extremos 1954–presente) | Parámetros climáticos promedio de La Serena (1991–2020, extremos 1954–presente) | Parámetros climáticos promedio de La Serena (1991–2020, extremos 1954–presente) | Parámetros climáticos promedio de La Serena (1991–2020, extremos 1954–presente) | Parámetros climáticos promedio de La Serena (1991–2020, extremos 1954–presente) | Parámetros climáticos promedio de La Serena (1991–2020, extremos 1954–presente) | Parámetros climáticos promedio de La Serena (1991–2020, extremos 1954–presente) | Parámetros climáticos promedio de La Serena (1991–2020, extremos 1954–presente) |
| Mes                                                                             | Ene.                                                                            | Feb.                                                                            | Mar.                                                                            | Abr.                                                                            | May.                                                                            | Jun.                                                                            | Jul.                                                                            | Ago.                                                                            | Sep.                                                                            | Oct.                                                                            | Nov.                                                                            | Dic.                                                                            | Anual                                                                           |
| ------------------------------------------------------------------------------- | ------------------------------------------------------------------------------- | ------------------------------------------------------------------------------- | ------------------------------------------------------------------------------- | ------------------------------------------------------------------------------- | ------------------------------------------------------------------------------- | ------------------------------------------------------------------------------- | ------------------------------------------------------------------------------- | ------------------------------------------------------------------------------- | ------------------------------------------------------------------------------- | ------------------------------------------------------------------------------- | ------------------------------------------------------------------------------- | ------------------------------------------------------------------------------- | ------------------------------------------------------------------------------- |
| Temp. máx. abs. (°C)                                                            | 27.2                                                                            | 26.9                                                                            | 25.6                                                                            | 28.5                                                                            | 26.6                                                                            | 28.4                                                                            | 28.2                                                                            | 27.0                                                                            | 27.1                                                                            | 26.2                                                                            | 25.2                                                                            | 25.1                                                                            | 28.5                                                                            |
| Temp. máx. media (°C)                                                           | 21.5                                                                            | 21.5                                                                            | 20.2                                                                            | 18.4                                                                            | 16.9                                                                            | 15.8                                                                            | 15.4                                                                            | 15.8                                                                            | 16.4                                                                            | 17.4                                                                            | 18.6                                                                            | 20.0                                                                            | 18.2                                                                            |
| Temp. media (°C)                                                                | 17.9                                                                            | 17.9                                                                            | 16.7                                                                            | 14.9                                                                            | 13.3                                                                            | 12.0                                                                            | 11.4                                                                            | 11.9                                                                            | 12.6                                                                            | 13.6                                                                            | 14.9                                                                            | 16.4                                                                            | 14.5                                                                            |
| Temp. mín. media (°C)                                                           | 14.3                                                                            | 14.3                                                                            | 13.3                                                                            | 11.3                                                                            | 9.7                                                                             | 8.2                                                                             | 7.4                                                                             | 8.0                                                                             | 8.9                                                                             | 9.8                                                                             | 11.3                                                                            | 12.8                                                                            | 10.8                                                                            |
| Temp. mín. abs. (°C)                                                            | 1.4                                                                             | 9.1                                                                             | 0.0                                                                             | 3.9                                                                             | 0.9                                                                             | 1.0                                                                             | 0.0                                                                             | 0.2                                                                             | 0.9                                                                             | 0.8                                                                             | 1.0                                                                             | 1.2                                                                             | 0.0                                                                             |
| Precipitación total (mm)                                                        | 0.2                                                                             | 0.1                                                                             | 1.1                                                                             | 0.8                                                                             | 13.1                                                                            | 29.9                                                                            | 17.1                                                                            | 12.7                                                                            | 4.2                                                                             | 3.3                                                                             | 0.4                                                                             | 0.3                                                                             | 83.2                                                                            |
| Días de precipitaciones (≥ 1.0 mm)                                              | 0.0                                                                             | 0.0                                                                             | 0.1                                                                             | 0.2                                                                             | 1.0                                                                             | 1.8                                                                             | 1.6                                                                             | 1.3                                                                             | 0.7                                                                             | 0.4                                                                             | 0.1                                                                             | 0.0                                                                             | 7.2                                                                             |
| Horas de sol                                                                    | 255.5                                                                           | 231.8                                                                           | 196.2                                                                           | 159.3                                                                           | 148.8                                                                           | 150.4                                                                           | 172.2                                                                           | 176.5                                                                           | 169.1                                                                           | 204.9                                                                           | 210.7                                                                           | 241.5                                                                           | 2316.9                                                                          |
| Humedad relativa (%)                                                            | 79                                                                              | 79                                                                              | 82                                                                              | 82                                                                              | 83                                                                              | 82                                                                              | 82                                                                              | 82                                                                              | 82                                                                              | 80                                                                              | 80                                                                              | 79                                                                              | 81                                                                              |
| Fuente n.º 1: Dirección Meteorológica de Chile                                  |                                                                                 |                                                                                 |                                                                                 |                                                                                 |                                                                                 |                                                                                 |                                                                                 |                                                                                 |                                                                                 |                                                                                 |                                                                                 |                                                                                 |                                                                                 |
| Fuente n.º 2: NOAA (días con precipitaciones 1991–2020)                         |                                                                                 |                                                                                 |                                                                                 |                                                                                 |                                                                                 |                                                                                 |                                                                                 |                                                                                 |                                                                                 |                                                                                 |                                                                                 |                                                                                 |                                                                                 |

## Medio ambiente

### Hidrografía

Trazado simplificado de los ecosistemas y cuerpos de agua presentes en la comuna de La Serena.

La comuna se halla entre las cuencas hidrográficas de Costeras entre río Elqui y río Limarí, Costeras entre el río Los Choros y río Elqui, río Elqui y Río los Choros. Además, la comuna posee diversos cuerpos de agua, entre los que se destacan el río Elqui.

### Componentes bióticos
Dentro del territorio de la comuna se pueden hallar los siguientes ecosistemas:
- Matorral bajo desértico mediterráneo andino donde predominan Senecio proteus y Haplopappus baylahuen (Preocupación menor)
- Matorral desértico mediterráneo costero donde predominan Oxalis virgosa y Heliotropium stenophyllum (Preocupación menor)
- Matorral desértico mediterráneo interior donde predominan Adesmia argentea y Bulnesia chilensis (Preocupación menor)
- Matorral desértico mediterráneo interior donde predominan Flourensia thurifera y Colliguaja odorifera (Preocupación menor)
- Matorral desértico mediterráneo interior donde predominan Heliotropium stenophyllum y Flourensia thurifera (Preocupación menor)

### Medidas de protección ambiental y conflictos socioambientales
Hasta 2022, la comuna de La Serena cuenta con las siguientes zonas que poseen algún nivel de protección ambiental:
- Humedal Desembocadura del Río Elqui (Humedal urbano)[30]
- Punta Teatinos-Caleta Hornos/Sector costero al Norte de la Serena (Sitios Ley 19.300)[31]
- Red de Humedales Costeros de Comuna de Coquimbo (Sitios Ley 19.300)[32]

#### Áreas verdes

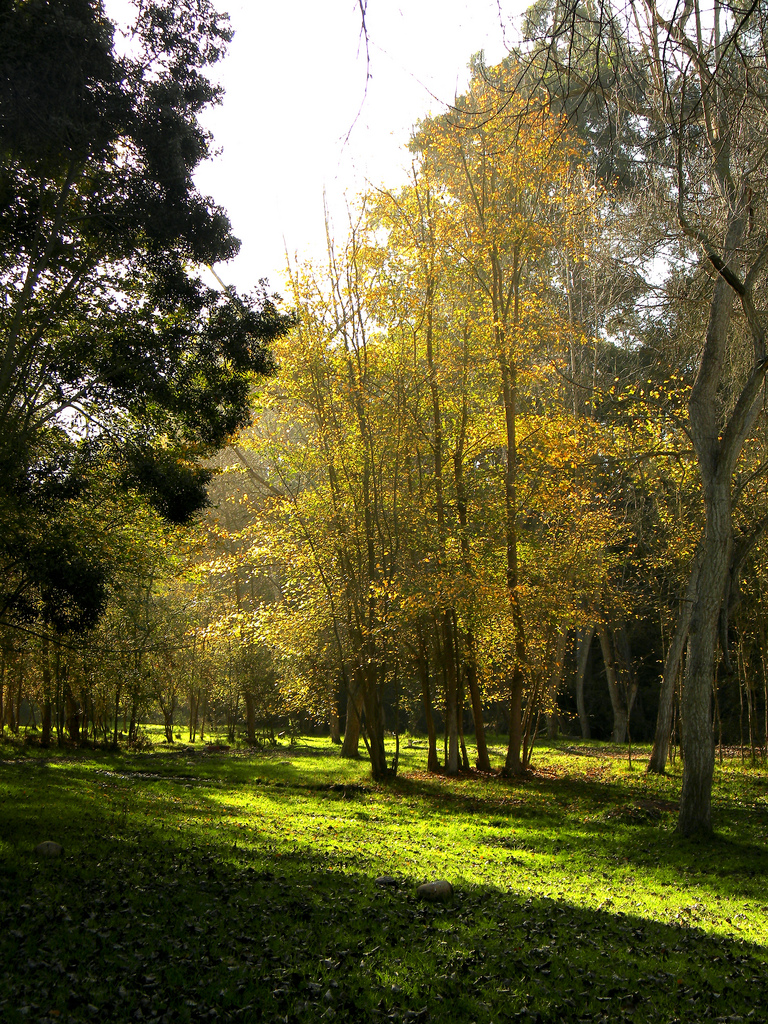
Parque municipal Gabriel Coll Dalmau.

Tanto en las inmediaciones del radio urbano como en la misma ciudad, se puede observar abundante vegetación, como pequeñas zonas boscosas, las cuales algunas de estas han sido destinadas como parques de recreación, es así como destacan el parque municipal Gabriel Coll Dalmau, el cual se encuentra en la parte más alta con grandes árboles y áreas verdes, en 1950 la familia de Gabriel Coll Dalmau donó el parque al fisco de Chile con la intención que este sea usado como lugar de recreación pública, de este lugar también sale una vertiente de agua que baja hacia al centro de La Serena en donde vuelve a ser subterránea. Otro lugar con abundante vegetación que se destacada en la zona urbana, es el parque Pedro de Valdivia, situado en la planicie más baja de la ciudad, en él se observan abundantes árboles autóctonos, como además eucaliptus y palmeras, en el lugar funciona una pequeña zona con animales, como llamas, cóndores, diversas aves y anfibios. También posee infraestructura para el desarrollo de actividades deportivas y recreativas, al igual el parque Coll, desde este sale una vertiente de agua que baja y permite generar un pequeño arroyo y lagunas.

## Arquitectura

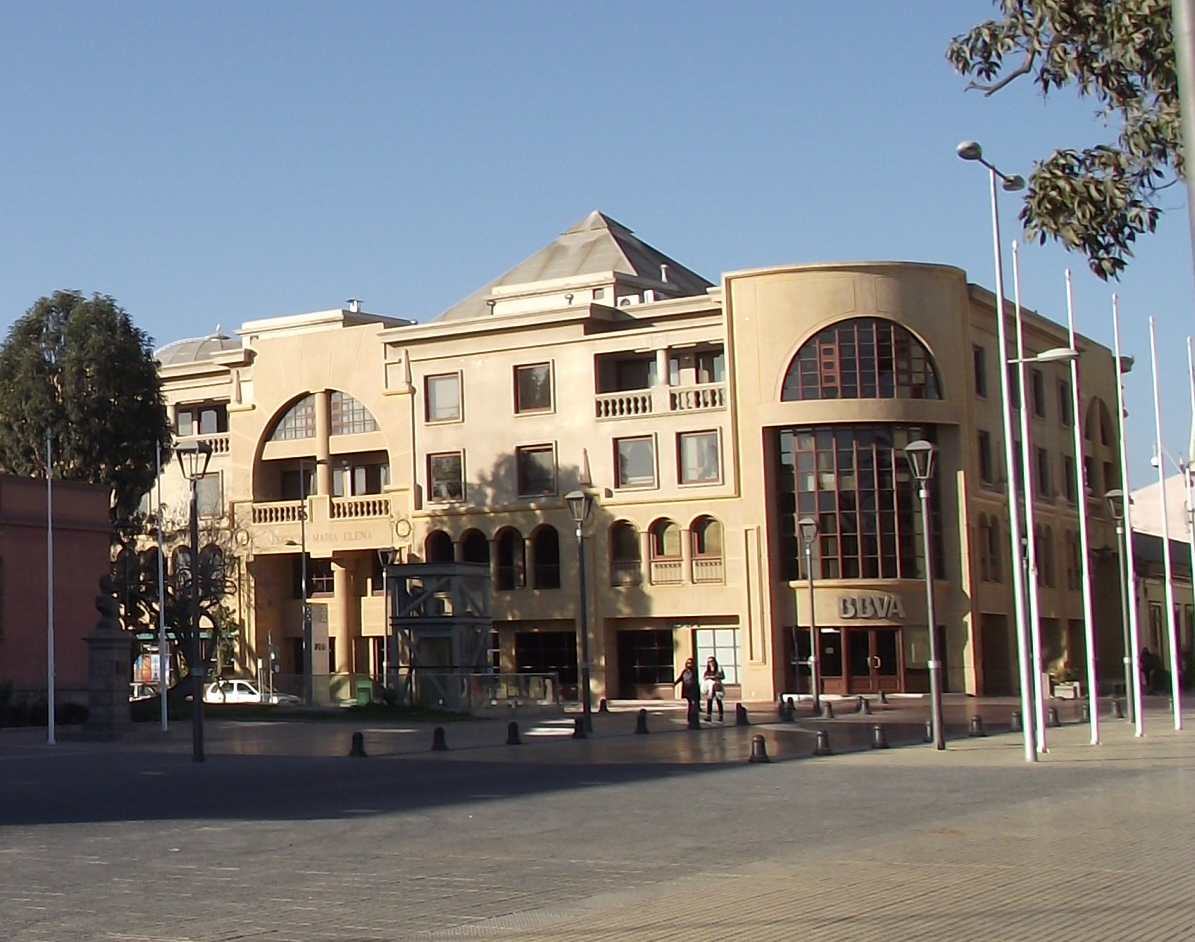
Edificio María Elena, uno de los tantos que es ocupado por oficinas y que mantienen el estilo colonial de la ciudad.

La arquitectura neocolonial a partir de la década de 1920, en donde radica la llamada arquitectura de La Serena, compuesta por los edificios públicos, y algunos residenciales, ampliamente conocidos, como el edificio de Tribunales y Municipalidad, Liceos, Intendencia, El edificio ministerial de Educación, Caja de Crédito Prendario, etc. Los cuales se caracterizan por su diseño basado en fachadas con uso profuso del arco de medio punto en sus accesos, aleros con marcados canes falsos, ante techos decorados, columnas de diversos estilos, escalinatas, balcones, torres, antejardines en algunos casos, relieves y bajorrelieves, elementos que definen el llamado estilo de La Serena.
Dentro de las construcciones típicas de la ciudad es notable el uso de la llamada Piedra Serena, que viene de las canteras ubicadas cerca de la Tenencia de Juan Soldado; utilizadas en lugares como el edificio de oficinas de la cementera y el edificio original del Aeródromo de la Florida.
En la actualidad causa polémica la construcción del llamado edificio de Servicios Públicos, que según cierta parte de la población le presta una muy mala imagen arquitectónica a La Serena, ya que este se ubicaría en el casco colonial de la ciudad y que para su construcción debieron desaparecer diferentes edificios antiguos y clásicos del lugar.
La ciudad cuenta con un sinnúmero de edificaciones consideradas Monumentos Históricos Nacionales, destacándose la Iglesia Catedral, iglesia de San Francisco, iglesia de los Padres Carmelitas (Actual Orden de Santo Domingo), iglesia de Santa Inés, Capilla del Hospital San Juan de Dios, Casa Chadwick, Casa Herreros, Casa Piñera, Casa Galleguillos, Casa Carmona, Casa expresidente Gabriel González Videla, Capilla, casa y claustro de la Divina Providencia, La Recova, Liceo Gabriela Mistral, Liceo Gregorio Cordovez, Colegio Germán Riesco, edificio Isabel Bongard de la Universidad de La Serena, edificio Gabriela Mistral (en donde actualmente se encuentra ubicada la Secretaría Regional Ministerial de Educación), y el mural Historia de La Serena, realizado por Gregorio de la Fuente en la exestación de ferrocarriles.

### Iglesias

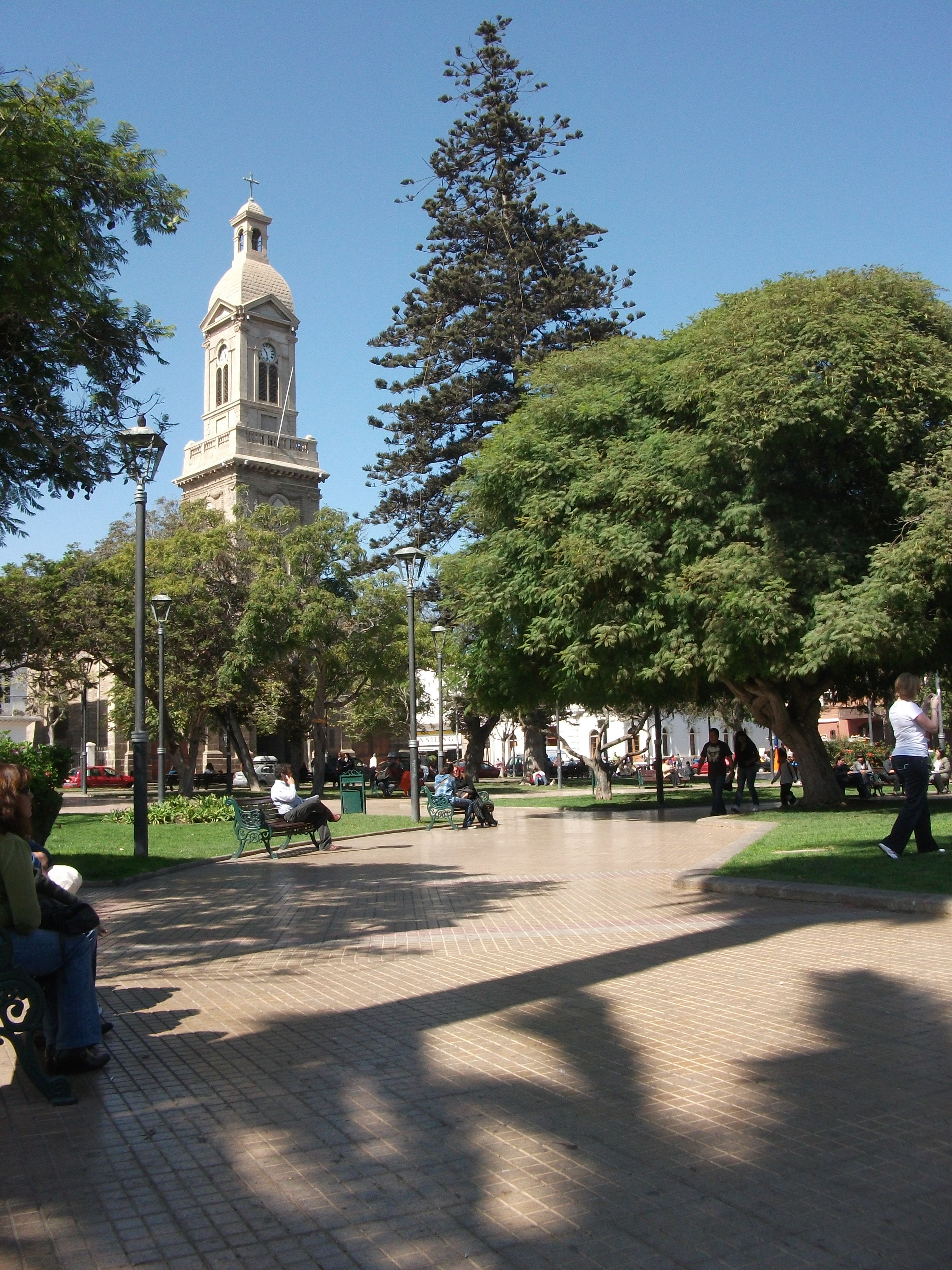
Catedral de La Serena.

La Serena ha sido denominada también como "La ciudad de las iglesias" por poseer más de 15, sólo en el centro histórico, siendo la principal de ellas La Catedral de la ciudad, construida en el siglo XIX y que es la sede del Arzobispado regional. Destaca el uso de la piedra caliza, y por supuesto su imagen irreemplazable. Nótese que ha resistido varios eventos sísmicos sin daños mayores visibles. La iglesia de San Francisco de La Serena y el convento de San Agustín, se les puede llamar antiguas, de casi 400 años (entre sus muy diversas etapas iniciales y posteriores modificaciones), que destacan por su más ajustada escala, la simpleza y muy americana imagen de sus fachadas, y la misma y notable piedra del lugar, por su emplazamiento dentro de la trama urbana, etc.
En los años 1990 se ha llevado a cabo un trabajo de restauración, llevándolas a lo más aproximado que se pudo determinar, profesionalmente, como su imagen original. Otra que destaca es la iglesia Santo Domingo, con una escala en el frontis y emplazada frente a una plazoleta céntrica, actualmente en estado de conservación.

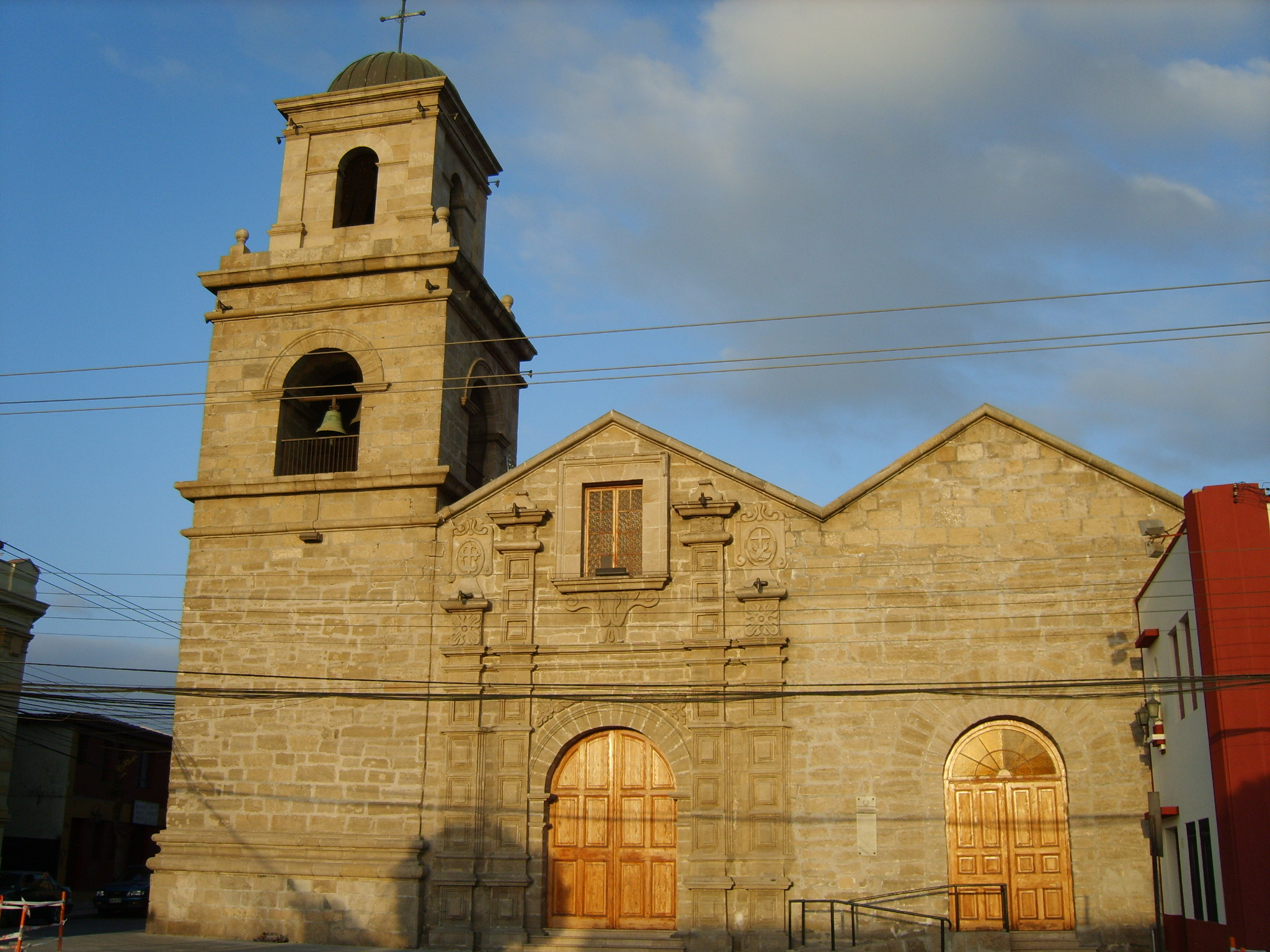
Iglesia San Francisco de La Serena

Destacan las iglesias más viejas de la ciudad, construidas en piedra caliza traídas de las canteras, actualmente en la comuna de Coquimbo, y hechas con madera de canelo y guayacán del Bosque de Fray Jorge. Algunos de estos bellos ejemplos son la iglesia de San Francisco (MN), la iglesia de San Agustín o de los Jesuitas, la iglesia de la Merced, iglesia de Santa Inés (MN, remodelada en 2010 después de 13 años cerrada debido al terremoto de 1997 y que hoy alberga un centro cultural religioso), la iglesia de Santo Domingo (MN) o Padres Carmelitas, que en el patio interior de la Gruta de la Virgen de Lourdes se encuentra un antiguo Baptisterio de Piedra, del cual se dice, es la obra o elemento más antiguo de la ciudad, y la bella e imponente Iglesia Catedral (MN), también construida en piedra caliza, pero en un estilo que evoca el neoclásico, tiene una gran torre campanario que se puede ver desde cualquier parte de la ciudad, y que en su interior presenta un bello cielo pintado, distintos altares, y un órgano donado por la Benefactora Juana Ross de Edwards, hija ilustre de la ciudad. Además de estas iglesias destacan la iglesia de las Carmelitas Descalzas, con una bella imagen de la virgen en una esquina de su frontis, la capilla San Juan de Dios, ubicada a un costado del Hospital San Juan de Dios, con un interesante campanario construido en alerce y la iglesia del Conjunto de la Divina Providencia (MN).

## Administración

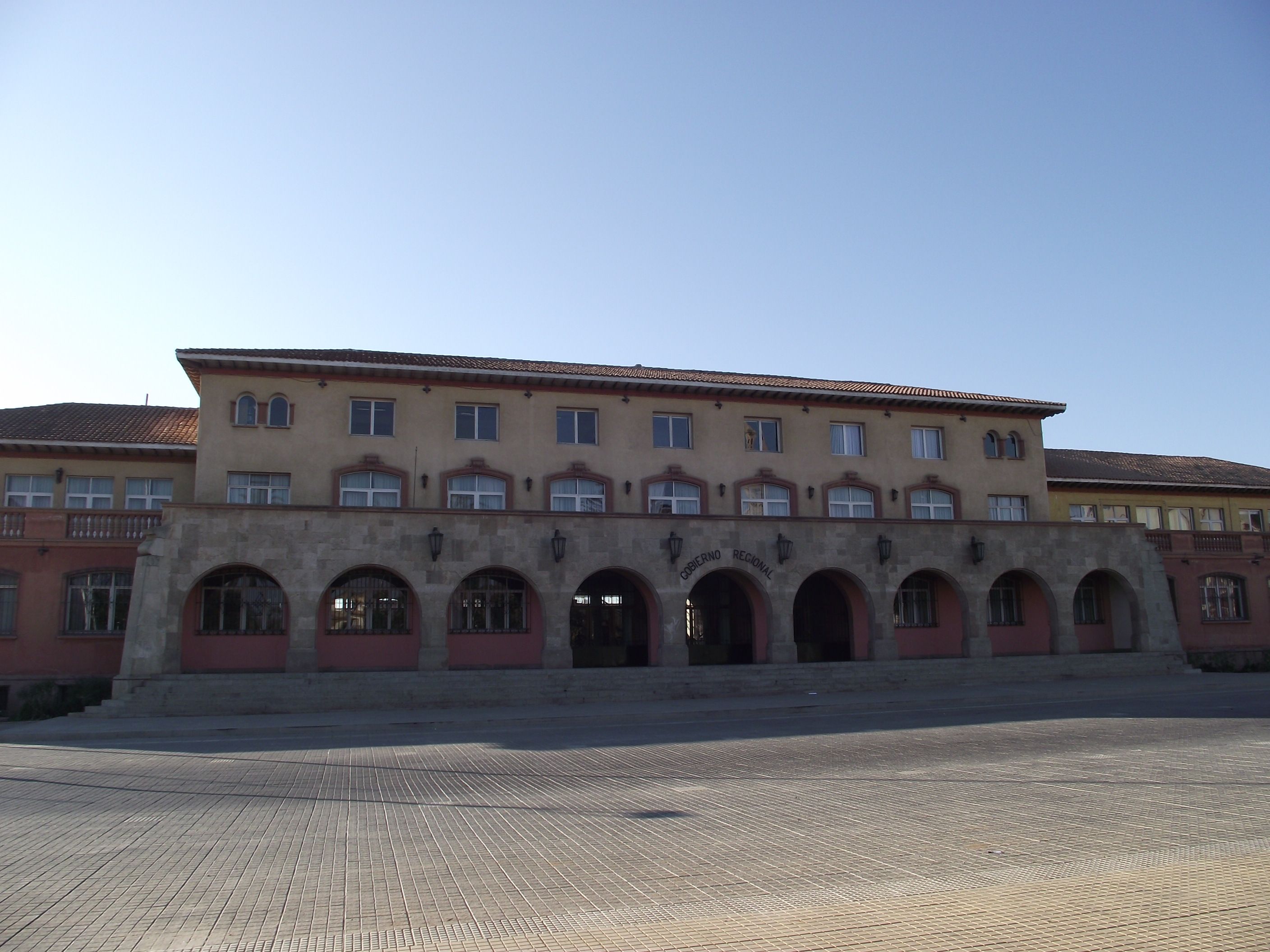
Intendencia Regional de Coquimbo, sede del Gobierno Regional.

La Serena pertenece al distrito electoral n.º 5 y a la 4.ª circunscripción senatorial (Coquimbo). Es representada en la Cámara de Diputados y Diputadas del Congreso Nacional por las diputadas Nathalie Castillo (PCCh) y Carolina Tello (FA), así como también por los diputados Daniel Manouchehri (PS), Marco Antonio Sulantay (UDI), Ricardo Cifuentes (PDC), Juan Manuel Fuenzalida (UDI) y Víctor Pino (D). A su vez, es representada en el Senado por los senadores Daniel Núñez Arancibia (PCCh), Sergio Gahona Salazar (UDI) y Matías Walker Prieto (D).
La administración de la comuna corresponde a la Ilustre Municipalidad de La Serena, que tiene su sede en el edificio ubicado en la calle Arturo Prat. La máxima autoridad municipal es la alcaldesa, cargo que para el periodo 2024-2028 ostenta Daniela Norambuena Borgheresi del partido Renovación Nacional. El concejo municipal está conformado por:
- Alejandro Astudillo Olguín (REP)
- María Prouvay Cornejo (REP)
- Francisca Barahona Araya (RN)
- Marcela Demke Marín (RN)
- Luisa Jinete Cárcamo (UDI)
- Cristian Marín Pastén (PR)
- Matías Espinosa Morales (PS)
- Gladys Marín Ossandón (PCCh)
- Rayén Pojomovsky Aliste (Ind./PCCh)
- Camilo Araya Plaza (Ind./FA)

## Economía

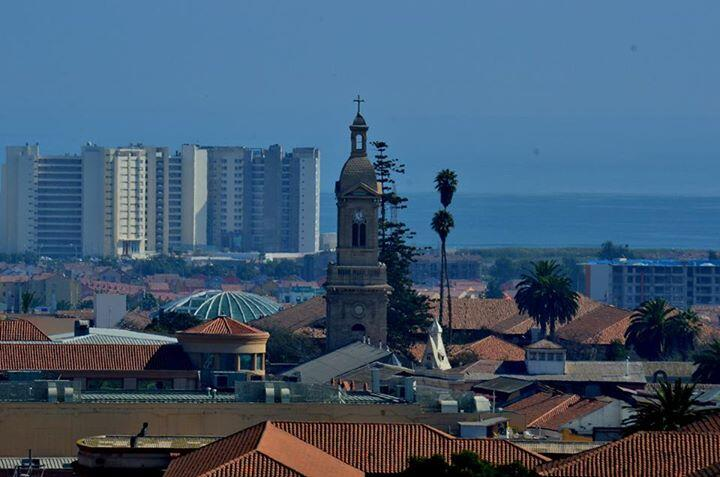
El explosivo crecimiento inmobiliario contrasta con el estilo colonial de su casco histórico.

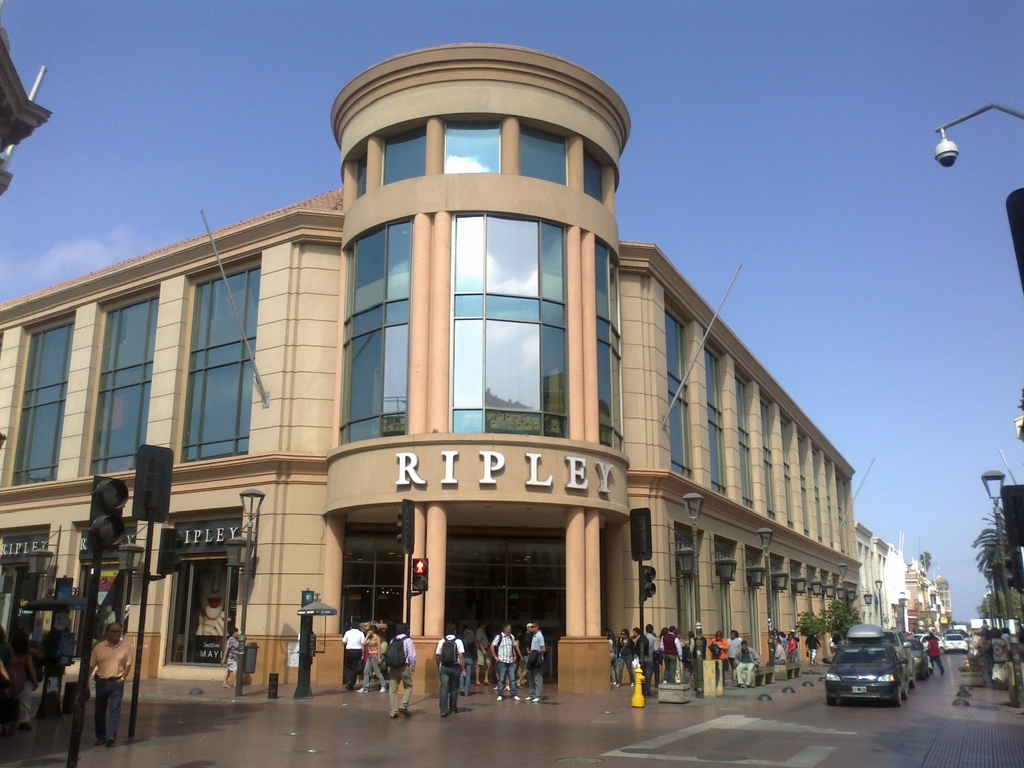
Tienda Ripley en La Serena.

La ciudad se dedica principalmente al sector de los servicios, habiendo varios bancos e instituciones financieras y una variada oferta gastronómica y hotelera. En las últimas décadas, el turismo se ha convertido en una de las actividades económicas más importantes, haciendo que la población se duplique en los meses estivales, principalmente por sus playas, actividades recreativas, Copa Davis, festivales musicales, conciertos, Fórmula 3, desfiles de modas, además la ciudad es paso obligatorio de cientos de cruceros que arriban a la ciudad de Coquimbo, en donde en La Serena encuentran el lugar de residencia provisoria para visitar la zona y el Valle de Elqui. Por otro lado su relativa cercanía con la capital del país Santiago, la hace ser punto de ingreso de visitantes en fines de semana largo como vacaciones, dejando con esto importantes ingresos.
En esta ciudad están ubicadas sucursales de las cadenas de multitiendas más importantes del país. Mall Plaza La Serena alberga a dos de las más importantes tiendas a nivel nacional: Falabella y París. También se encuentra Mall Puerta del Mar, y existen varios supermercados, hipermercados, además de cadenas regionales, como La Elegante, y tiendas para el hogar y la construcción, tales como Jumbo, Líder, Ripley, Santa Isabel, Unimarc, La Polar, Chuck E. Cheese's, Easy, Homecenter Sodimac e Hites. También el área céntrica de la ciudad es uno de los lugares con mayor importancia económica y financiera de la Región de Coquimbo, confluyendo en él las sucursales bancarias y oficinas de negocios de las principales empresas que trabajan en la zona, tanto en el ámbito minero como agrícola.
En 2018, la cantidad de empresas registradas en La Serena fue de 6922. El Índice de Complejidad Económica (ECI) en el mismo año fue de 2,02, mientras que las actividades económicas con mayor índice de Ventaja Comparativa Revelada (RCA) fueron Leasing Habitacional (111,57), Extracción de Minerales de Hierro (60,26) y Actividades de Organizaciones Políticas (37,33).

### Turismo

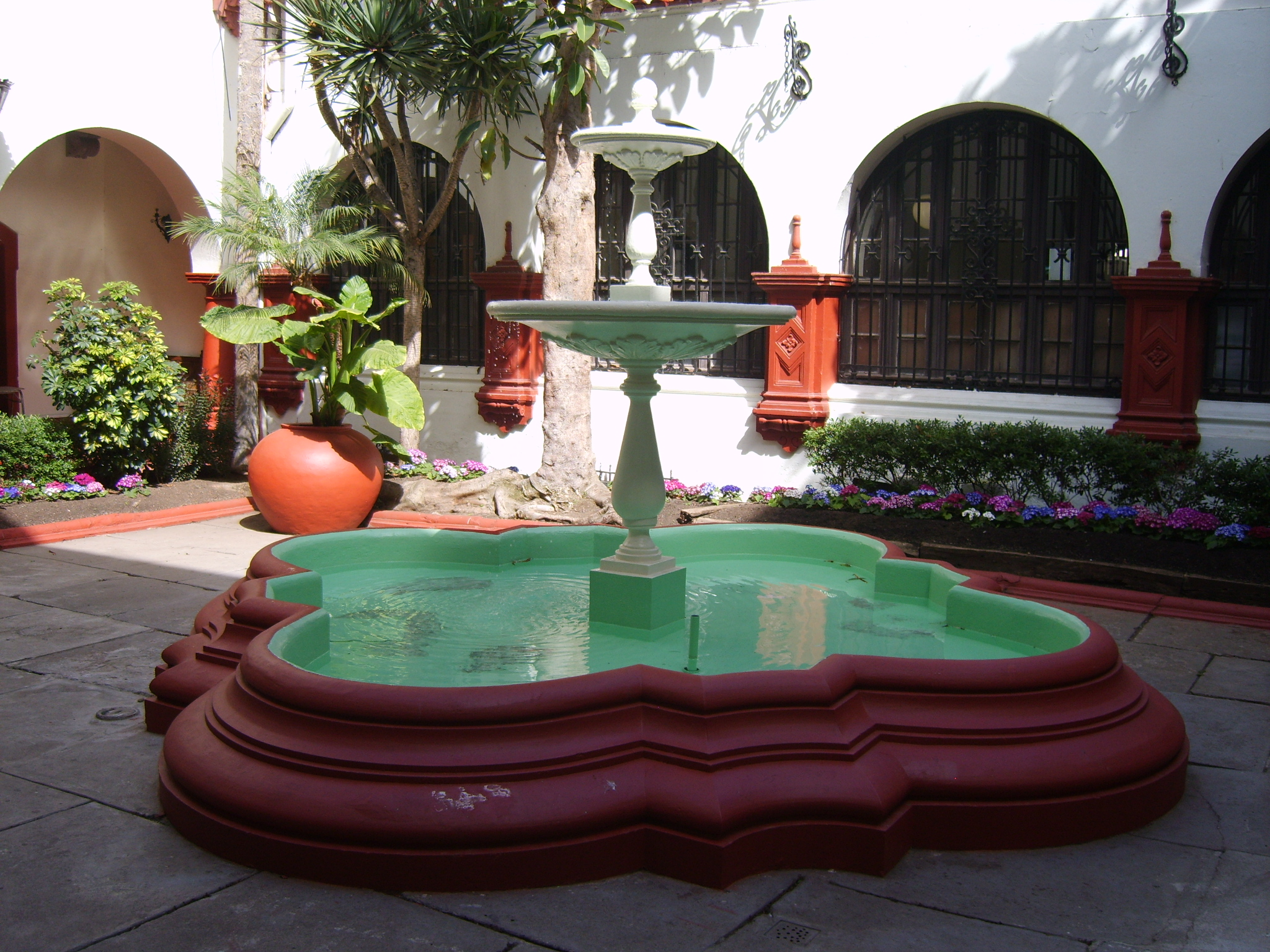
Patio Interior de la Municipalidad.

El casco histórico o casco fundacional de la ciudad fue declarado Zona Típica por el Consejo de Monumentos Nacionales en 1989 y posee 170 hectáreas, definida por los siguientes límites: por la calle Pedro Pablo Muñoz en el oeste, barranca del río Elqui por el norte, avenida Amunátegui por el sur y el borde de los cerros por el este, con lo que se convierte en la zona típica urbana más grande del país, en donde se encuentran algunos de los inmuebles más atractivos e interesantes de la ciudad.
Su marcado estilo neocolonial y ecléctico que se puede apreciar en la mayoría de sus edificios y casonas aristocráticas de los siglos XIX y comienzos del XX se funde con los edificios públicos realizados durante el gobierno del presidente Gabriel González Videla para el conocido Plan Serena dándole un carácter arquitectónico único en el país.
Algunos de estos edificios patrimoniales e interesantes de visitar son el edificio Gabriela Mistral (hoy ocupado por la Secretaría Ministerial de Educación), con un bello trabajo de luces nocturnas. También destaca el mercado o La Recova con una gran variedad de artesanías de todas partes del norte de Chile, incluso tejidos de lana de Bolivia y Perú, además de la gran cantidad de objetos en piedra Lapizlázuli y Combarbalita, piedras únicas en el mundo y autóctonas de la región.
También es interesante el Museo Arqueológico de La Serena, que ocupa un antiguo solar esquina donde se conserva su interesante portal en piedra de estilo colonial construido a inicios de la república. Dentro se encuentra la muestra arqueológica más importante de las antiguas culturas indígenas de la zona, Ánimas, Molle, Huentelauquén y Diaguita, que como principal legado dejaron su desarrollo en la alfarería de colores terrosos. Dentro del museo se encuentra también uno de los 3 Moais que se encuentran fuera de la Isla de Pascua, y que continuamente es llevado a exposiciones en el extranjero, además de algunos objetos de la cultura polinésica.

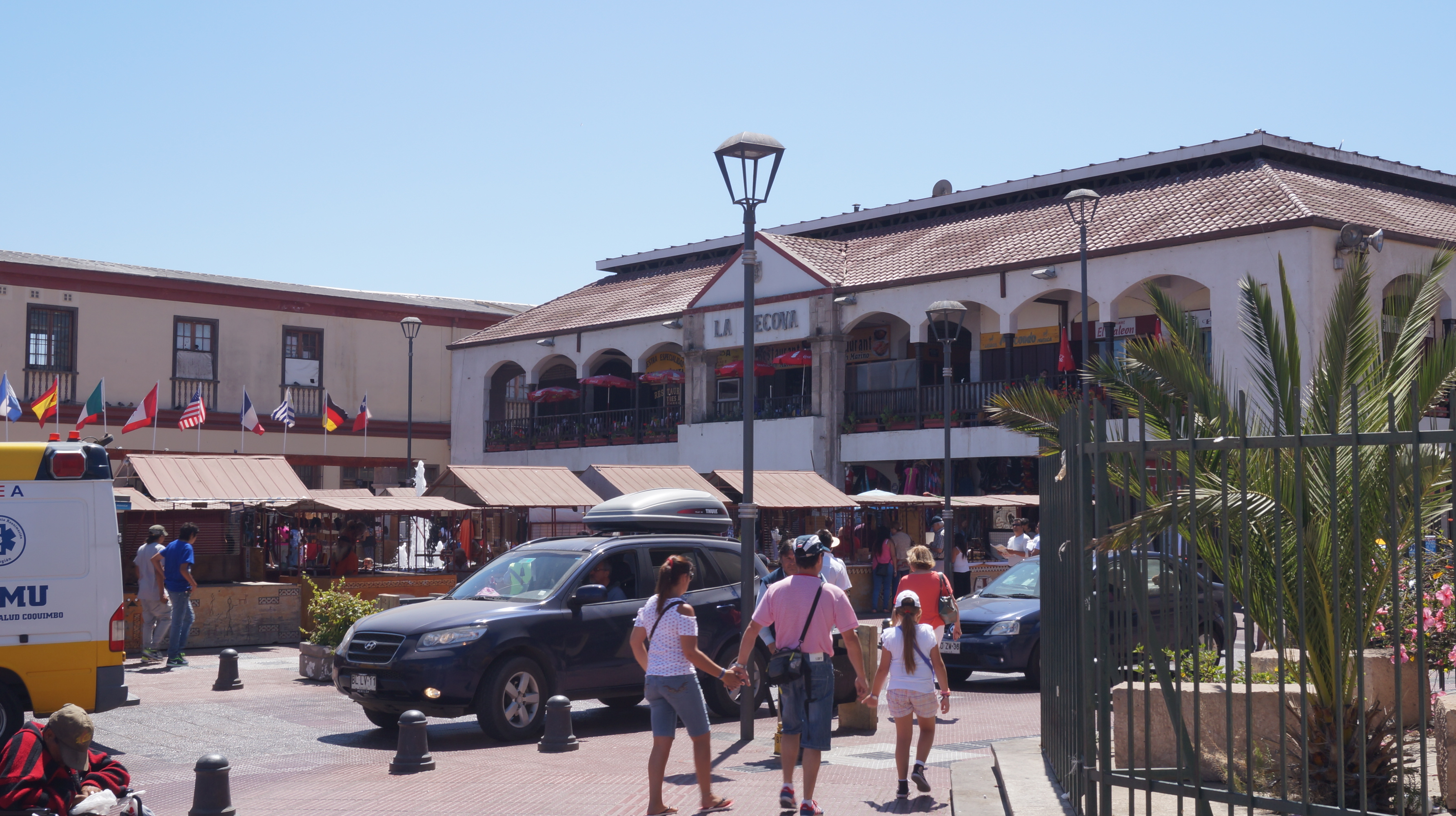
La Recova, mercado que se caracteriza por su variada oferta textil y gastronómica de zona.

Dentro del recorrido histórico es importante destacar las bellas casas aristocráticas de familias acaudaladas de la época de gloria de la ciudad y que son nombradas comúnmente por el apellido de las familias que las habitaban. Algunos de los apellidos son los de las familias más importantes del Chile actual, como Piñera, Chadwick, Maldonado, Carmona (que posee un impresionante torreón mirador, uno de los primeros en La Serena y que estableció uno de los conceptos arquitectónicos más propios de las casas de la ciudad), al igual que la casa Jiliberto de la familia Cousiño, la Casa González Videla (hoy Museo de Historia Regional Presidente Gabriel González Videla), y un sinnúmero de casas con bellos zaguanes interiores.
La ciudad también conserva varios inmuebles pertenecientes a la premio Nobel Gabriela Mistral como la "Casa de las Palmeras", antigua casona del siglo XIX ubicada en la avenida Francisco de Aguirre camino al Faro Monumental, vivienda donde residió Gabriela junto a su madre y hermana Emelina; en la parte posterior de la casa se encuentra la Biblioteca Regional Gabriela Mistral, inaugurada en 2018. También existe la casa de La Compañía Baja junto al centro cultural del mismo nombre, vivienda que fue utilizada por la poetisa en sus primeros pasos como humilde profesora en La Serena.
Es importante también destacar el interés que concita La Serena, por ser conocida como la "Ciudad de los Campanarios", debido a la gran cantidad de iglesias que ostenta su casco histórico, cada una de las cuales era poseedora de un recinto propio para impartir sus conocimientos religiosos. Muchas de las Iglesias han sido declaradas monumentos nacionales o reconocidas por su patrimonio arquitectónico.
El centro de la ciudad presenta un activo comercio, además de paseos semipeatonales, que embellecen las calles de fachadas continuas. La plaza de Armas de La Serena, junto a la Plazoleta de la casa González Videla son el centro neurálgico de las actividades culturales y nocturnas durante el verano, además de las ferias de artesanía, gastronomía, exposiciones de fotografía y la Feria Internacional del Libro, que se realizan durante todo el año.

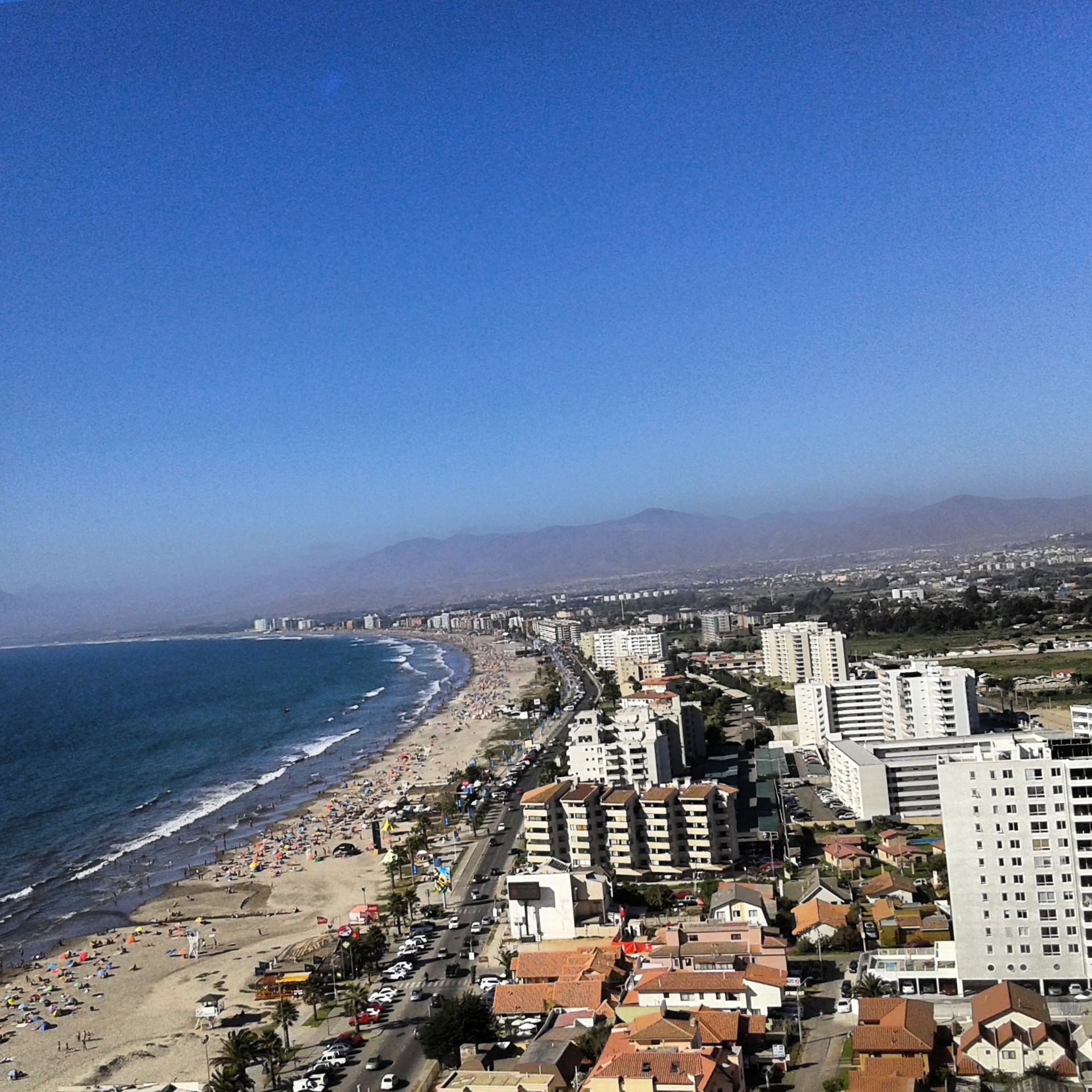
La costa con sus playas y hoteles son otro de los atractivos de la zona.

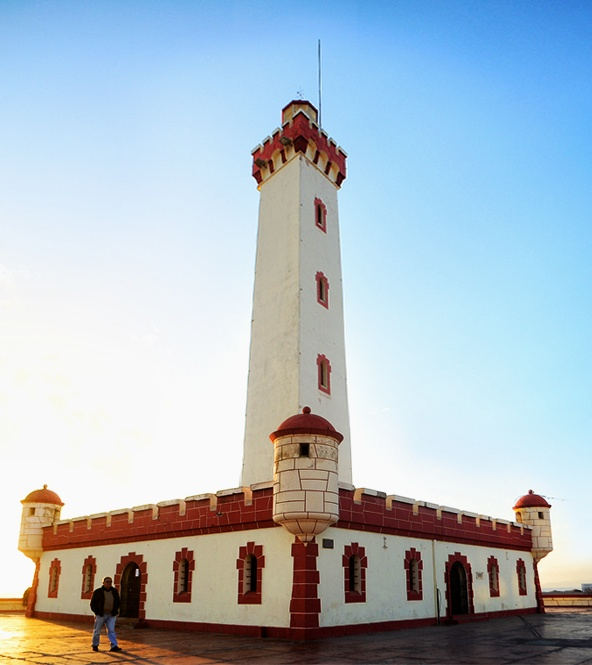
Faro Monumental, símbolo turístico de la ciudad.

Además del centro histórico-cultural, un segundo polo de desarrollo para el turismo es la pujante avenida del Mar, centro de veraneo por excelencia de los chilenos, que posicionan a La Serena como el segundo polo turístico del país, y que sus 6 kilómetros de Playas que se extienden desde el Faro Monumental de La Serena hasta el límite comunal con la ciudad de Coquimbo, es el lugar que, por datos del Sernatur, recibe más de 1.000.000 de turistas anuales. Pubs, cafés, discotecas, karaoke, restaurantes, juegos, una bella costanera con ciclovías, edificios, ferias artesanales, cabañas y los mejores hoteles de la ciudad se pueden encontrar en este lugar. Últimamente la práctica del surf llama a deportistas de todas partes, para competir en los diversos circuitos de surf por sus torrentosas marejadas en el sector de "El Faro".
Esta avenida abarca 12 tramos de playas conocidas como: El Faro, Los Fuertes, Mansa, Blanca, La Barca, 4 Esquinas, La Marina, El Pescador, El Corsario, Hipocampo, Las Gaviotas y Canto del Agua. Todas ellas excepto El Faro son aptas para el baño y deportes acuáticos y náuticos.

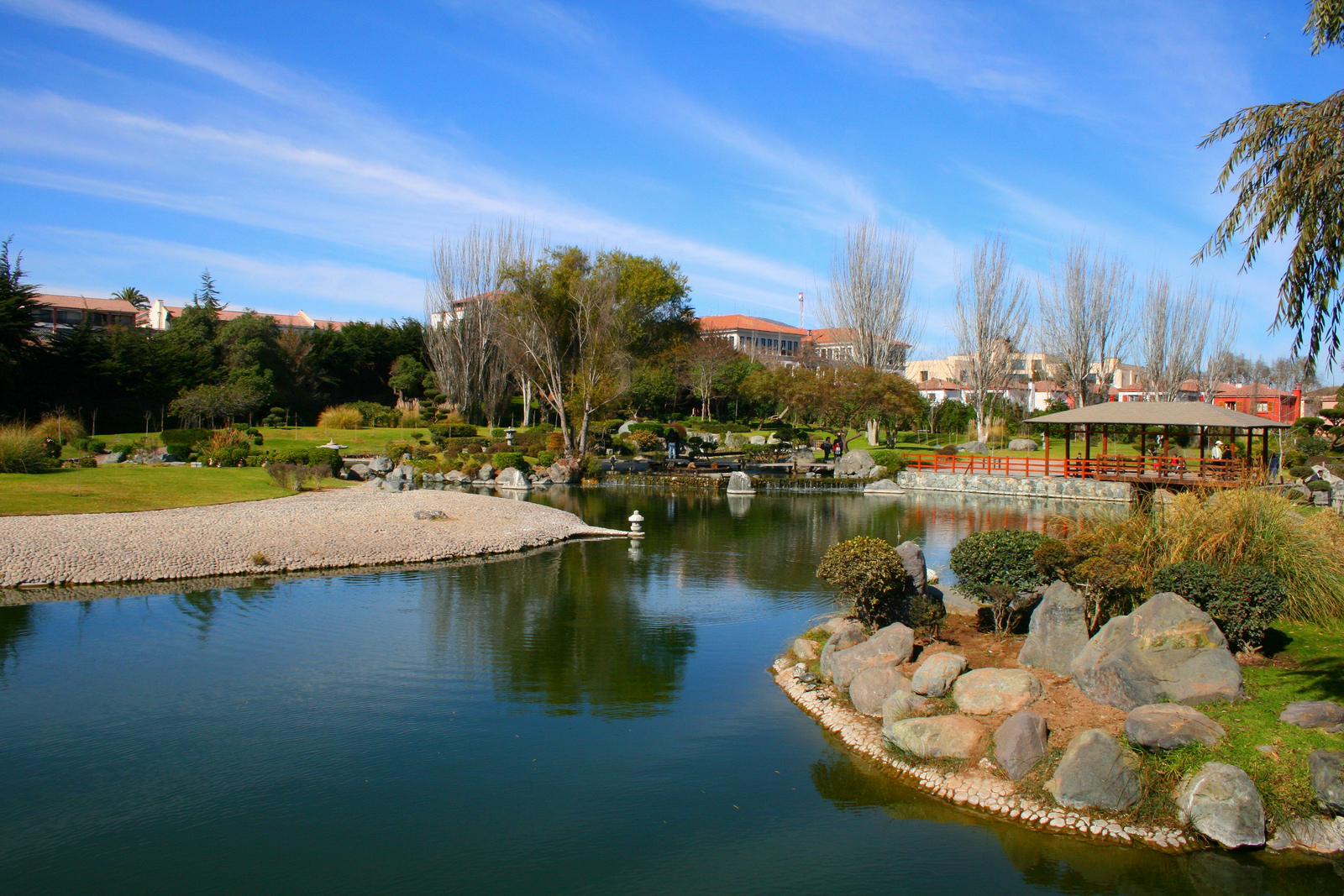
Parque Jardín del Corazón, ubicado en el centro de la ciudad.

Además de sus playas, el Parque Japonés Kokoro No Niwa es un excelente lugar para ir en familia, con lagunas, islas y puentes, es un bello recorrido a pasos del centro. También es interesante el Mural de Gregorio de La Fuente (MN), ubicado al interior del edificio de la antigua estación de ferrocarril. Otro de los recorridos que históricamente han llamado a la comunidad serenense a recrearse es la bella alameda de la avenida Francisco de Aguirre, considerada un museo al aire libre, posee 37 réplicas originales de esculturas griegas, todas en mármol.

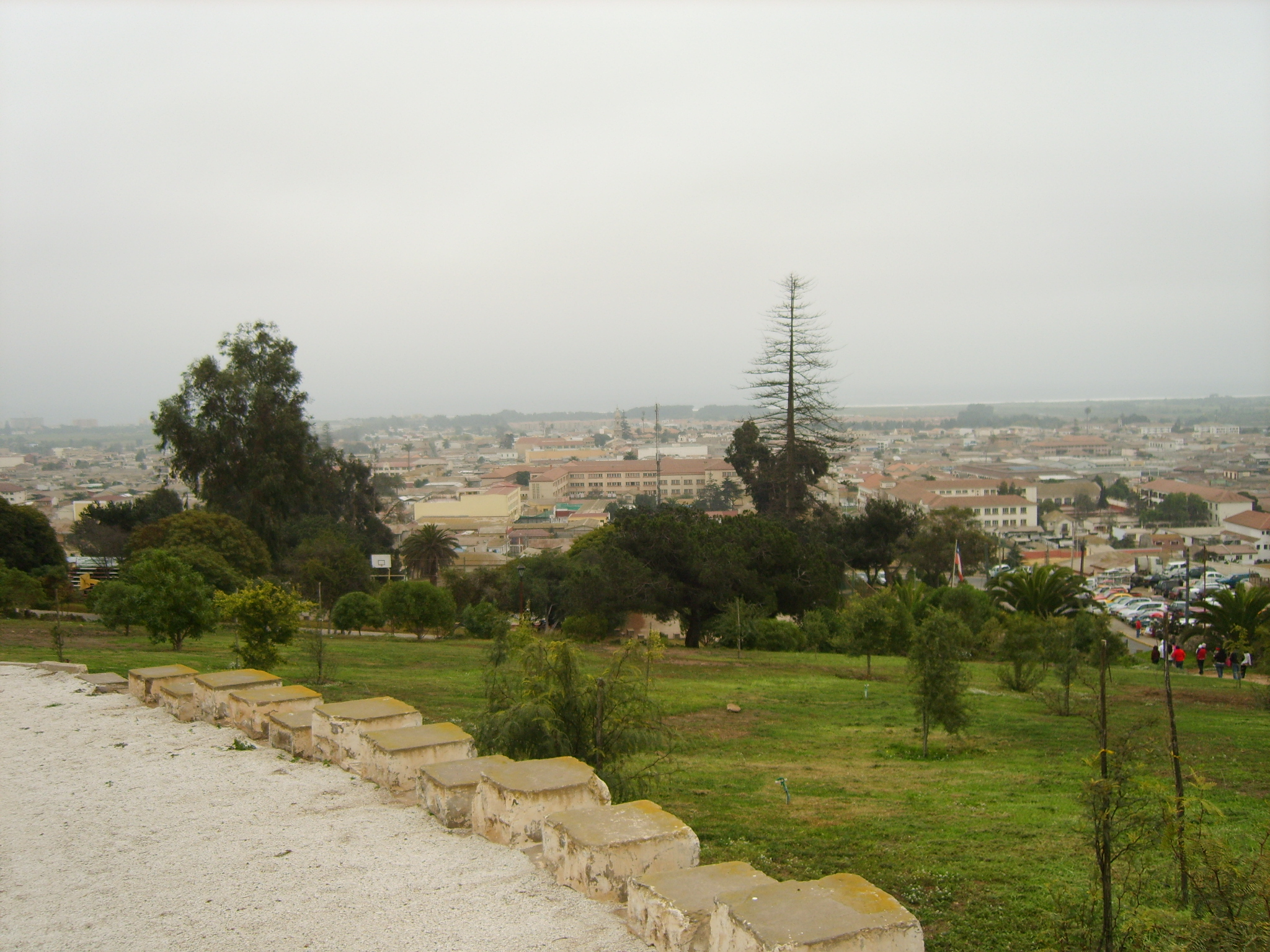
Vista de la ciudad desde el cerro Santa Lucía.

Hoy la oferta inmobiliaria en el sector contempla un nuevo proyecto conocido como Laguna del Mar, que tiene la segunda laguna artificial más grande de Chile, de 6 hectáreas, junto a torres de departamentos mirando al mar, proyecto ubicado en el sector de Faro Norte.
En 2012, la ciudad fue colocada como la tercera del país con mayor cantidad de áreas verdes por habitantes en el país, solo superada por Vitacura y Punta Arenas.

### Minería
La comuna cuenta con varios yacimientos mineros; entre ellos sobresalen El Romeral de CAP, desde donde se extrae hierro que luego es embarcado en la bahía de Guayacán; El Brillador, antigua mina de cobre que se trabaja en menor escala; y Juan Soldado, un yacimiento de caliza que en la década de 1950 producía cemento en la fábrica homónima, hoy cerrada.

## Relaciones Internacionales
La ciudad de La Serena es sede de una serie de instituciones de relaciones internacionales, tales como la Unidad Regional de Asuntos Internacionales (URAI) del Gobierno Regional de Coquimbo, encargada del análisis y gestión de las relaciones bilaterales y multilaterales de la región con América Latina y el resto del mundo, la Comisión de Relaciones Internacionales y Jurídica del Consejo Regional de Coquimbo, Comité de Integración Paso de Agua Negra Argentina-Chile, la oficina regional del Servicio Nacional de Migraciones, la oficina regional de la Dirección General de Promoción de Exportaciones (ProChile), el Departamento de Migraciones y Policía Internacional de la Policía de Investigaciones, y la Oficina de Migrantes de la Municipalidad de La Serena.
En materia de internacionalización en educación superior, el principal actor dentro de La Serena es la Oficina de Relaciones Internacionales de la Universidad de La Serena.

### Consulados
| - Alemania (Consulado Honorario) - Brasil (Consulado Honorario) - Francia (Consulado Honorario) - Hungría (Consulado Honorario) | - Italia (Viceconsulado Honorario) - Polonia (Consulado Honorario) - Siria (Consulado Honorario) |

## Educación

### Escuelas, liceos y colegios
En la comuna de La Serena se encuentra una amplia variedad de escuelas, liceos y colegios. La mayor parte de ellos se encuentran concentrados en la ciudad de La Serena. Existe una gran cantidad de escuelas y liceos (ambos de carácter público y gratuitos), así como de colegios (algunos de carácter particular pagado, y otros de carácter particular subvencionado por el Estado)
- Liceo Gregorio Cordovez: Fundado el 7 de abril de 1821 por Bernardo O'Higgins, es el segundo más antiguo de la historia Republicana de Chile, siendo sólo superado por el Instituto Nacional, fundado en 1813
- Liceo Bicentenario Ignacio Carrera Pinto, ubicado en Cantournet 725
- Colegio Seminario Conciliar, fundado el año 1848.
- Liceo de Niñas Gabriela Mistral, fundado el año 1883.
- Escuela Industrial Salesiana San Ramón de la Congregación Salesiana: fundado el 31 de mayo de 1900.
- Colegio Particular N.º 4 Elena Bettini, ex Justo Donoso, Congregación Hijas de la divina providencia
- Colegio Manantiales de Elqui (ubicado en Las Compañías)
- The International School La Serena
- Colegio Montegrande
- Colegio Cerro Grande La Serena
- Colegio Albert Einstein La Serena
- Colegio Andrés Bello
- Colegio Andrés Bello - Pampa
- Colegio Inglés Católico La Serena
- Colegio María Educa
- Colegio Gerónimo Rendic (fundado en 1982)
- Colegio Saint John's School
- Colegio San Manuel
- Colegio San Antonio (fundado en 1908)
- Colegio Serena
- Colegio Sagrados Corazones: fundado en 1855
- Escuela Experimental de Música "Jorge Peña Hen" (Fundada en 1965, Primera Escuela de Mùsica para niños y jóvenes en Latinoamérica)
- Liceo Marta Brunet, conocido popularmente en la ciudad como Escuela Técnica Femenina.
- Colegio Providencia
- Colegio San José
- Colegio Teresa Videla de González
- Trinity School
- Deutsche Schule La Serena
- Scuola Italiana Alcide de Gasperi
- Amazing Grace English School
- Colegio Montessori
- Colegio San Joaquín
- Colegio Santo Tomás La Serena (hasta 2005, Colegio Particular del Valle)
- Colegio Versalles
- Colegio Adventista (Fundado en 1974)
- Colegio Francisco Palau
- Colegio Javiera Carrera D-15
- Colegio Héroes De La Concepción D-28 Ex Escuela Superior de Hombres N°6 Fundado en 1886
- Colegio Gabriel González Videla E-7
- Colegio Arturo Prat Chacon D-8
- Colegio San Bartolomé
- Colegio Darío Salas
- Liceo Técnico Jorge Alessandri Rodríguez
- Colegio Elqui
- Colegio Águila Mayor
- Colegio Nuestra Sra de Andacollo (Hnos Maristas)
- Colegio Isabel Riquelme
- Colegio Saint Mary School - El Milagro
- Lycée Frédéric Mistral (Alianza Francesa - La Serena)
- Colegio Altos del Cerro Grande

### Universidades
En La Serena se ubican las sedes de la universidad estatal:
- La Universidad de La Serena, sede La Serena, que cuenta con 5 campus (Campus Andrés Bello, Campus Ignacio Domeyko, Campus Isabel Bongard y Campus Gabriela Mistral).

Entre las universidades privadas de La Serena se cuentan:
- Universidad Central de Chile
- Universidad del Alba
- Universidad Santo Tomás
- Universidad Tecnológica de Chile (INACAP)

## Transporte y telecomunicaciones
La Serena cuenta con diversos medios de transporte que comunican al centro de la ciudad con los barrios periféricos y con Coquimbo, como taxis colectivos, taxis y microbuses entre estos últimos destacan Liserco (acrónimo de "Línea La Serena-Coquimbo") y Lincosur (Línea Intercomunal Sur). En la antigüedad la ciudad era el principal centro ferroviario para transporte de pasajeros de la región, conectando a La Serena con la zona interior de Vicuña (mediante el Ramal La Serena-Rivadavia) y Ovalle. Desde noviembre de 2024 la ciudad cuenta con dos recorridos de buses eléctricos que forman parte de Red Coquimbo-La Serena de Movilidad.
Actualmente el único ferrocarril que aún transita por algunos sectores de la ciudad es el Ferrocarril de Romeral, proveniente de la mina de hierro homónima, que lleva el mineral hacia el puerto de Guayacán en Coquimbo.
También cuenta con un terminal de buses que permite el transporte desde La Serena a gran parte del país y un aeropuerto, con vuelos diarios a Santiago, Antofagasta, Calama y otros destinos.
La ciudad está interconectada por varias carreteras y autopistas, como la Carretera Panamericana al norte, que la comunica con la Comuna de La Higuera y con Vallenar en la III Región de Atacama. Es en La Serena donde finaliza el tramo norte de esta carretera, la llamada Ruta 5 Panamericana Arica-La Serena, además de ser en esta última ciudad donde se inicia la doble-vía que recorre toda la ruta 5 que une Chile hasta la ciudad de Puerto Montt por el sur, continuando con el tramo Ruta 5 Panamericana La Serena-Coquimbo, una autopista de alta velocidad (con semáforos y cruces a nivel y desnivel) que une ambas urbes y principal vía de comunicación dentro de la conurbación La Serena-Coquimbo. Esta vía tiene una prolongación al sur denominada Autopista del Elqui, que comunica La Serena con Los Vilos.
Otras carreteras importantes, son la ruta 41-CH, intersección a la ruta 5 Panamericana La Serena-Coquimbo, y que une a La Serena con la comuna de Vicuña y con la Provincia de San Juan en la República de Argentina por medio del Paso Fronterizo Aguas Negras. Importante es también la ruta 43 que une a la ciudad con Ovalle en la provincia de Limarí y en donde también existe una intersección que se comunica con la comuna de Andacollo.
En los últimos años, el aumento exponencial del parque automotriz, la descontrolada oferta inmobiliaria y la ausencia de una infraestructura vial para sostener estos dos factores han provocado que las principales calles y avenidas de la ciudad colapsen, generando gran congestión vehicular en los horarios punta y el descenso en la calidad de vida de sus habitantes. Según las estadísticas del INE, la comuna de La Serena ostenta la mayor cantidad de vehículos de la región y esta a su vez es la que tiene los mayores porcentajes de crecimiento automotriz del país.

## Medios de comunicación

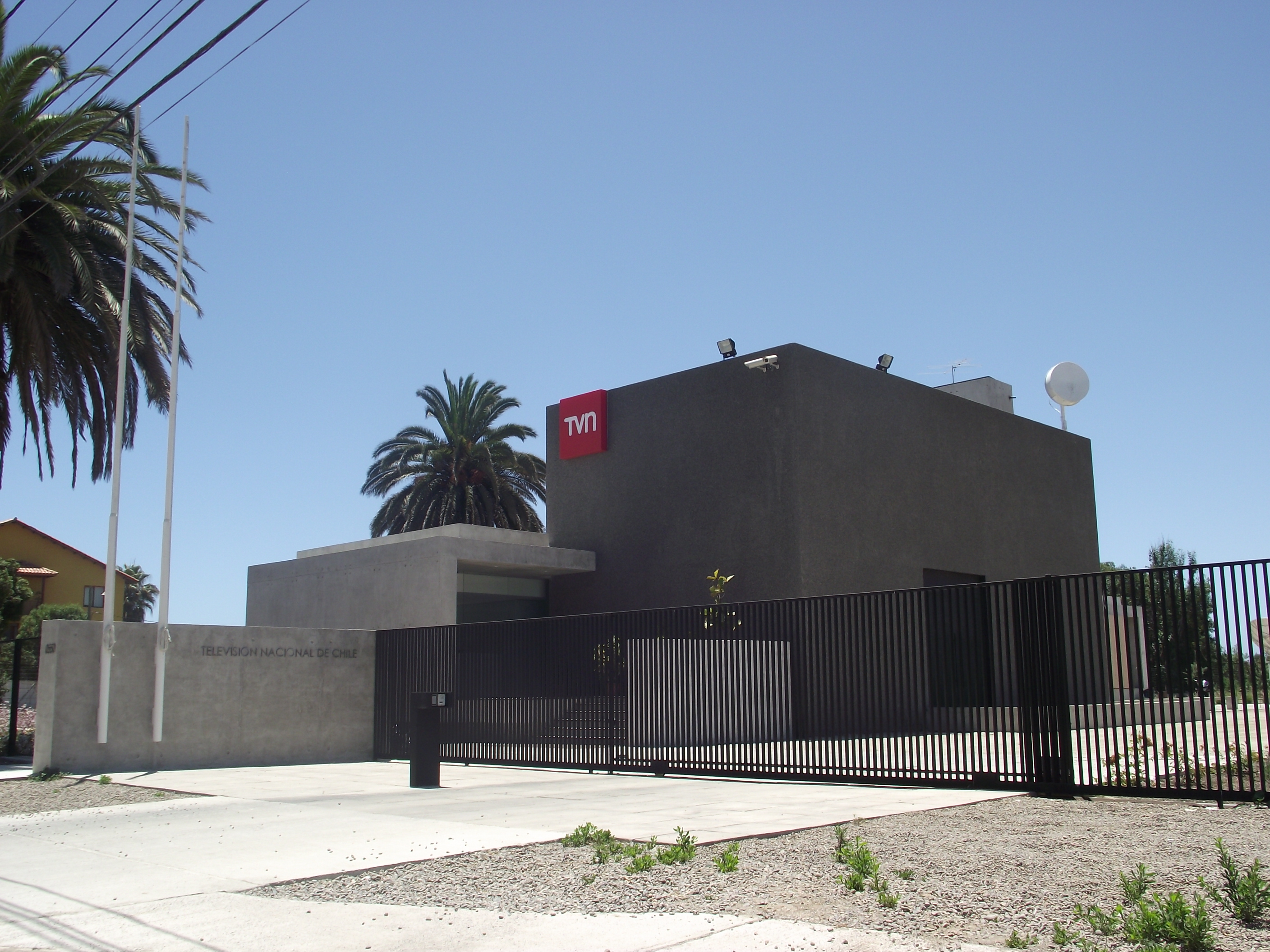
Estudios de TVN Red Coquimbo en La Serena.

El periódico más importante de La Serena en la actualidad es el diario El Día, fundado en 1944. También se edita el semanario Tiempo y el periódico deportivo UpSport, el primer medio dedicado exclusivamente a la actividad deportiva en la Región de Coquimbo.
En La Serena están ubicadas las antenas de todos los canales de difusión nacional (Mega, TVN, Telecanal, TV+, Canal 13, Chilevisión y La Red) y además cuenta con una red regional de TVN, denominada TVN Red Coquimbo. Las antenas se concentran en la cumbre del Cerro Grande. También dispone de una señal de televisión local llamada Thema Televisión.
En cuanto a la radiodifusión, se captan las principales radioemisoras del país; la mayoría de ellas transmiten desde Santiago por satélite y sus antenas repetidoras están ubicadas en el cerro Grande, así como también existen diversas radioemisoras de carácter local, como Radio Montecarlo, Radio San Bartolomé, Radio Madero FM, Radio El Faro, América, Carnaval, FM Okey y Radio Guayacán FM.

### Radioemisoras

#### FM
- 88.3 MHz - Radio Armonía
- 88.9 MHz - Play FM
- 89.5 MHz - ADN Radio Chile
- 90.1 MHz - Radio Concierto
- 90.5 MHz - Radio Bío-Bío
- 91.1 MHz - Radio Corporación
- 91.7 MHz - Corazón FM
- 92.3 MHz - Radio Futuro
- 92.9 MHz - Radio Universo
- 93.5 MHz - Madero FM
- 94.5 MHz - Radio Universitaria
- 95.1 MHz - Radio Margarita
- 95.7 MHz - El Faro FM
- 96.3 MHz - Rock & Pop
- 96.7 MHz - Radio San Bartolomé
- 97.1 MHz - Romántica FM
- 97.7 MHz - Digital FM
- 98.1 MHz - Radio Océano
- 98.5 MHz - Mi Radio
- 98.9 MHz - Radio Guayacán
- 99.3 MHz - Radio América
- 99.9 MHz - Radio Pudahuel
- 100.3 MHz - Radio Agricultura
- 100.9 MHz - Radioactiva
- 101.5 MHz - El Conquistador FM
- 102.1 MHz - FM Okey
- 102.7 MHz - Radio Montecarlo
- 103.3 MHz - Radio Infinita
- 103.7 MHz - Radio María Chile
- 104.1 MHz - Radio Carolina
- 104.5 MHz - Radio Carnaval
- 104.9 MHz - FM Plus
- 105.3 MHz - FM Dos
- 105.7 MHz - Los 40
- 106.3 MHz - Radio Beethoven
- 106.7 MHz - Radio Cooperativa
- 107.1 MHz - Radio Antena (Comunitaria)
- 107.3 MHz - Nuevo Tiempo
- 107.5 MHz - Compañía FM (Comunitaria)
- 107.7 MHz - Radio Crecer (Comunitaria)
- 107.9 MHz - Radio Pinamar FM (Comunitaria)

#### AM
- 820 kHz - Radio La Serena
- 1350 kHz - Radio Riquelme

### Televisión

#### TDT
- 2.1 - Chilevisión HD
- 2.2 - UChile TV
- 4.1 - TVN HD
- 4.2 - NTV
- 5.1 - Telecanal HD
- 5.2 - Telecanal 2 (sólo carta de ajuste)
- 7.1 - La Red HD
- 7.2 - La Red 2 (sólo carta de ajuste)
- 9.1 - TV+ HD
- 9.2 - TV MÁS 2
- 9.3 - UCV TV
- 11.1 - Mega HD
- 11.2 - Mega 2
- 13.1 - Canal 13 HD
- 13.2 - T13 En Vivo
- 16.1 - Nativa TV HD
- 16.2 - La Popular TV
- 16.3 - Radio La Serena Televisión
- 45.1 - Thema Televisión
- 45.2 - Carnaval TV
- 49.1 - América Televisión (señal 1 en conexión con Bio Bío TV Chile)
- 49.2 - Radio América
- 49.3 - América Televisión (señal 2 en conexión con CNTV Infantil)

#### Cable
- 7 - Vive Elqui (VTR)
- 40 - Thema Televisión (Claro)
- 66 - Thema Televisión (Gtd/Telsur)
- 801 - Mi Radio (Mundo)

#### IPTV
- 165 - Mi Radio (Zapping)

## Deportes
Esta ciudad cuenta con dos equipos de fútbol, uno profesional llamado Club de Deportes La Serena, el cual juega actualmente en la primera división de la liga chilena de fútbol. Este equipo juega de local en el estadio La Portada y entre sus principales logros destacan la Copa Chile de 1960 y el subcampeonato del mismo certamen el año anterior. Cada año suelen disputarse con Coquimbo Unido, del vecino puerto, los clásicos futbolísticos de la zona. Actualmente el estadio se encuentra remodelado, ampliando su capacidad a 18 500 personas.
De la ciudad también proviene Unión Compañías, el cual milita en la tercera división A de Chile. Anteriormente, Academia Santa Inés participó en la edición 2002 de la tercera división de Chile.
La ciudad junto a su estadio fueron una de las sedes que albergaron los partidos de la Copa América 2015 y el Mundial Sub-17.
Desde 1989, se disputa el Campeonato La Serena Cup, que es un Campeonato Internacional de Fútbol Infantil y de selecciones juveniles FIFA organizado por la Academia La Serena.
En la zona del parque Coll, se encuentra la Medialuna de La Serena, recinto el cual ha sido sede del clasificatorio para el Campeonato Nacional de Rodeo. Por otro lado también en el recinto Coliseo Monumental, ubicado a un costado del estadio La Portada, ha servido como albergue de diferentes ediciones de encuentros deportivos de diferentes ámbitos, además del Campeonato de Gimnasia Artística de La Serena.

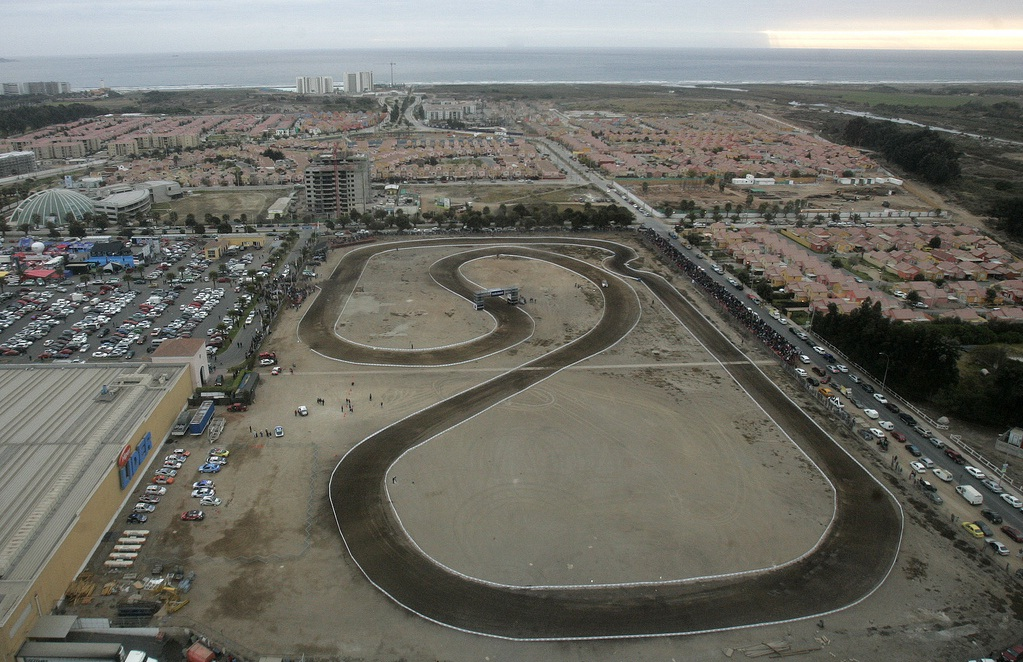
Parque de asistencia utilizado por el Rally Mobil en el Gran Premio de La Serena 2012.

En 2007, se instaura un torneo de tenis profesional, el Challenger de La Serena, exactamente en las canchas del Campus Trentino de la Universidad del Mar, en el que su primer campeón fue el tenista argentino Mariano Zabaleta. Dicho recinto albergó a comienzos de febrero de 2007, la serie de Copa Davis entre Chile y Rusia.
Además se encuentra la Medialuna de La Serena, donde se realizó el Clasificatorio para el Campeonato Nacional de Rodeo de 2006, el de 2007 y el de 2009. La ciudad fue una de las Etapas del Rally Mobil, también siendo unas de las etapas del Rally Dakar en los años 2009, 2010, 2013 y 2014. La Serena cuenta con un pista de carrera llamado Autódromo Juvenal Jeraldo, ubicada en el poblado de Huachalalume en el límite comunal de La Serena y Coquimbo.

## Personajes nacidos en La Serena

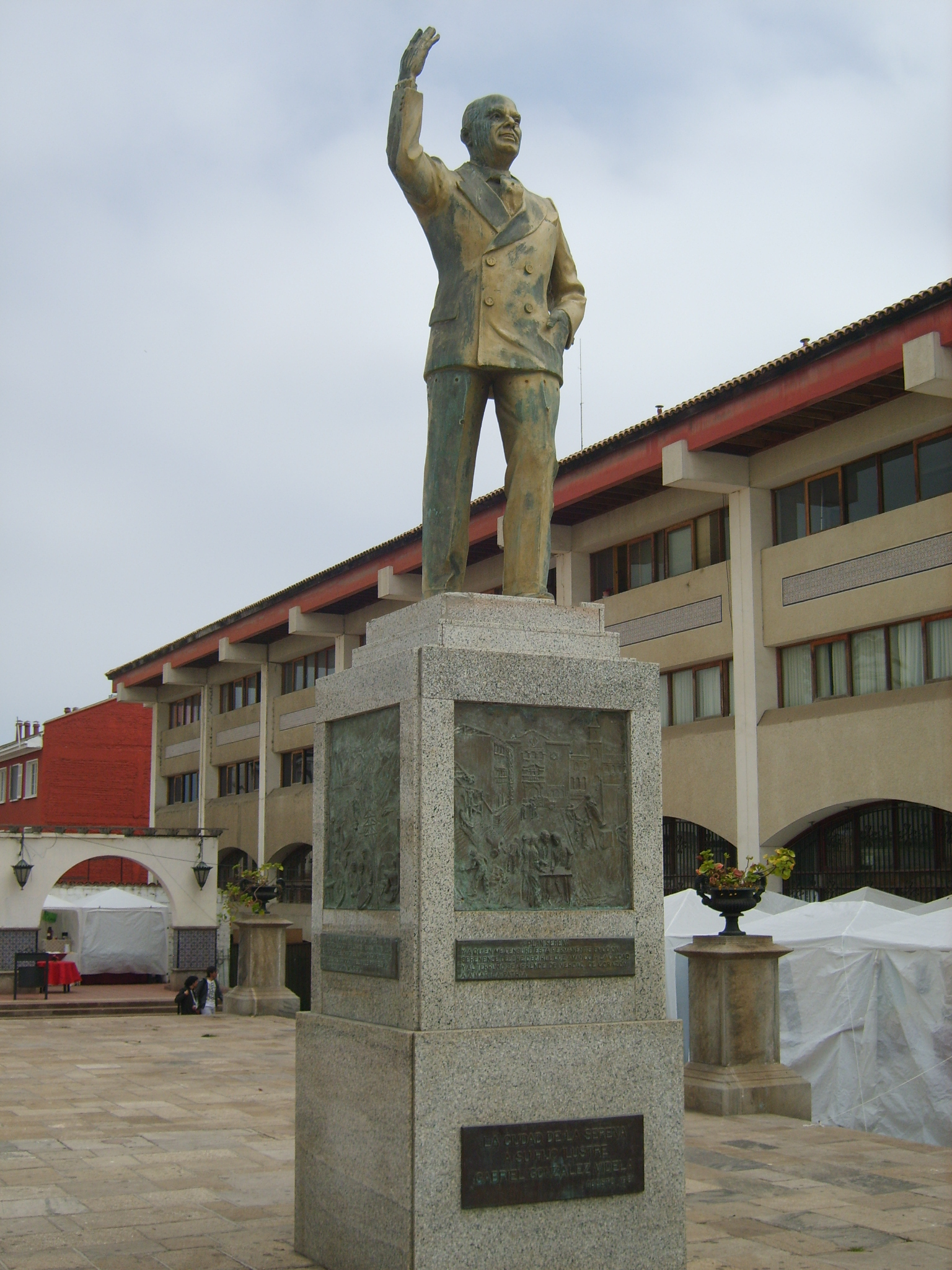
Monumento de Gabriel González Videla, ubicado frente a la plaza de Armas.

## Guarnición
| Rama              | Unidad militar                               |
| ----------------- | -------------------------------------------- |
| Ejército de Chile | - Regimiento de Infantería n.º 21 «Coquimbo» |

## Ciudades hermanadas
La Serena ha firmado protocolos de hermandad con ciudades del mundo, entre las que se cuenta:
- Tenri, Japón (1966)
- Cracovia, Polonia (1995)
- Villanueva de la Serena, España
- Castuera, España
- Campanario, España
- Millbrae (California), Estados Unidos (1963)[45]
- Hilo (Hawái), Estados Unidos (1994)[46]
- San Juan, Argentina
- Talavera de la Reina, España
- Tlalnepantla de Baz, México (2002)
- Changzhou, República Popular China (2014)[47]
- Punta del Este, Uruguay